# Storia dell'impero ottomano

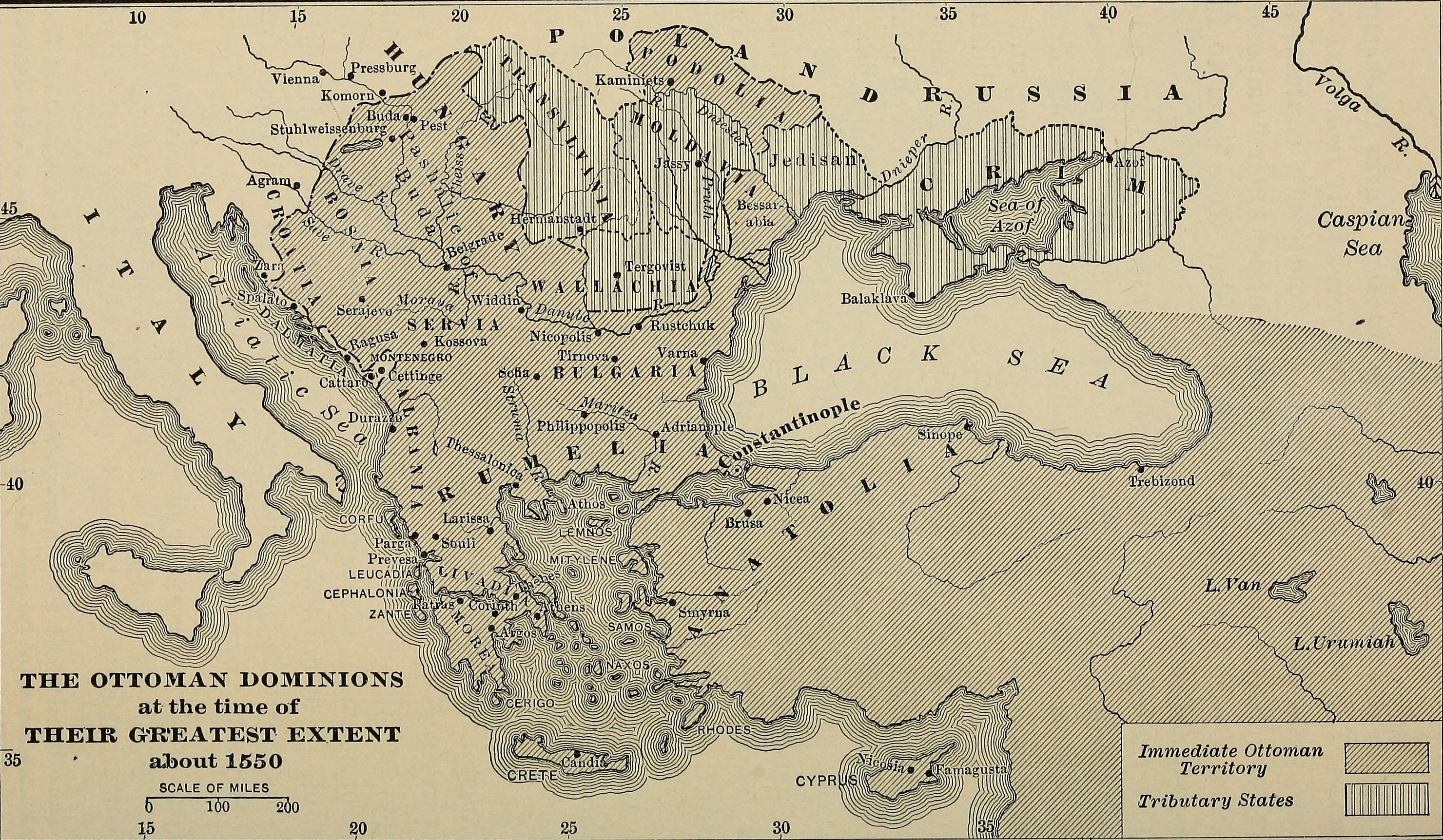
Mappa dei domini Ottomani intorno al 1530

La storia dell'Impero ottomano inizia con la sua fondazione, avvenuta in continuità con il sultanato selgiuchide di Rum, alla fine del XIII secolo nell'Anatolia nordoccidentale da parte del guerriero Osman I. Successivamente al 1354, i successori di Osman attraversarono l'Europa e, con la conquista dei Balcani, i beilicati turchi d'Anatolia vennero trasformati in un impero transcontinentale. Nel 1453 gli Ottomani misero fine all'Impero bizantino grazie alla conquista di Costantinopoli per opera di Maometto II il Conquistatore.
Tra il XVI e il XVII secolo, sotto il regno di Solimano il Magnifico, l'Impero ottomano giunse all'apice del suo potere, diventando un'entità multietnica, multireligiosa e multiculturale, controllando un immenso territorio, esteso dai confini meridionali del Sacro Romano Impero, fin quasi alle periferie di Vienna e della Polonia a nord, fino allo Yemen e all'Eritrea a sud; dall'Algeria a ovest fino all'Azerbaigian a est, controllando la quasi totalità dei Balcani, del Vicino Oriente e del Nordafrica. Nei secoli, ben sette guerre turco-veneziane caratterizzarono i controversi rapporti tra l'Impero ottomano e la Repubblica di Venezia, partner privilegiati nei commerci ma nemici perenni per il controllo del Mediterraneo e in particolare della Grecia.
Avendo Costantinopoli come capitale e un'enorme influenza sul Mediterraneo e sull'Oceano Indiano, l'Impero fu una porta di scambi tra Oriente e Occidente. Anche dopo la morte di Solimano l'Impero continuò a mantenere un'economia flessibile e forte per tutto il XVII e gran parte del XVIII secolo; tuttavia, il lungo periodo di pace che andò dal 1740 al 1768 comportò un certo rallentamento nello sviluppo del suo sistema militare che divenne col tempo più arretrato rispetto a quelli dei suoi rivali europei. Di conseguenza, tra la fine del XVIII e l'inizio del XIX secolo gli Ottomani subirono gravi sconfitte militari che li indussero ad avviare un processo completo di riforma e modernizzazione dello Stato, noto come Tanzimat. Ciononostante l'Impero andò incontro ad un lento declino, che lo condusse verso un periodo di instabilità politica, e divenne l'oggetto di sfruttamento e speculazione territoriale da parte delle Potenze europee, così come una potenza economicamente arretrata.
Alleatisi con l'Impero tedesco agli inizi del XX secolo nella speranza di sfuggire all'isolamento diplomatico che aveva contribuito alle sue recenti sconfitte, gli Ottomani non riuscirono a reggere l’evolversi della geopolitica mondiale del nuovo secolo. Il primo segnale di forte cedimento del longevo Impero fu dato in occasione della guerra italo-turca del 1911-12, quando il giovane Regno d'Italia sconfisse il vetusto Impero ottomano ottenendo il controllo della Tripolitania, della Cirenaica e del Dodecaneso. Fu l’inizio di una serie di eventi (guerre balcaniche) che portarono all'indebolimento e al crollo definitivo dell'Impero a seguito della sconfitta nella Grande Guerra. Gli Ottomani combatterono infatti nella prima guerra mondiale dalla parte degli Imperi centrali; nonostante avessero dimostrato di poter reggere il conflitto, il dissenso interno, sfociato nella rivolta araba, compromise irrimediabilmente la situazione politica. Durante questo periodo, il governo ottomano si macchiò di un drammatico genocidio contro gli armeni, gli assiri e i greci del Ponto.
La successiva sconfitta dell'Impero e l'occupazione di porzioni del suo territorio da parte delle potenze alleate all'indomani della guerra provocarono la perdita dei territori mediorientali, che furono divisi tra il Regno Unito e la Francia. La riuscita guerra d'indipendenza turca contro gli alleati occupanti portò all'abolizione del sultanato ottomano e all'emergere della Repubblica di Turchia nel cuore dell'Anatolia.

## Ascesa (1299-1453)

### Osman I

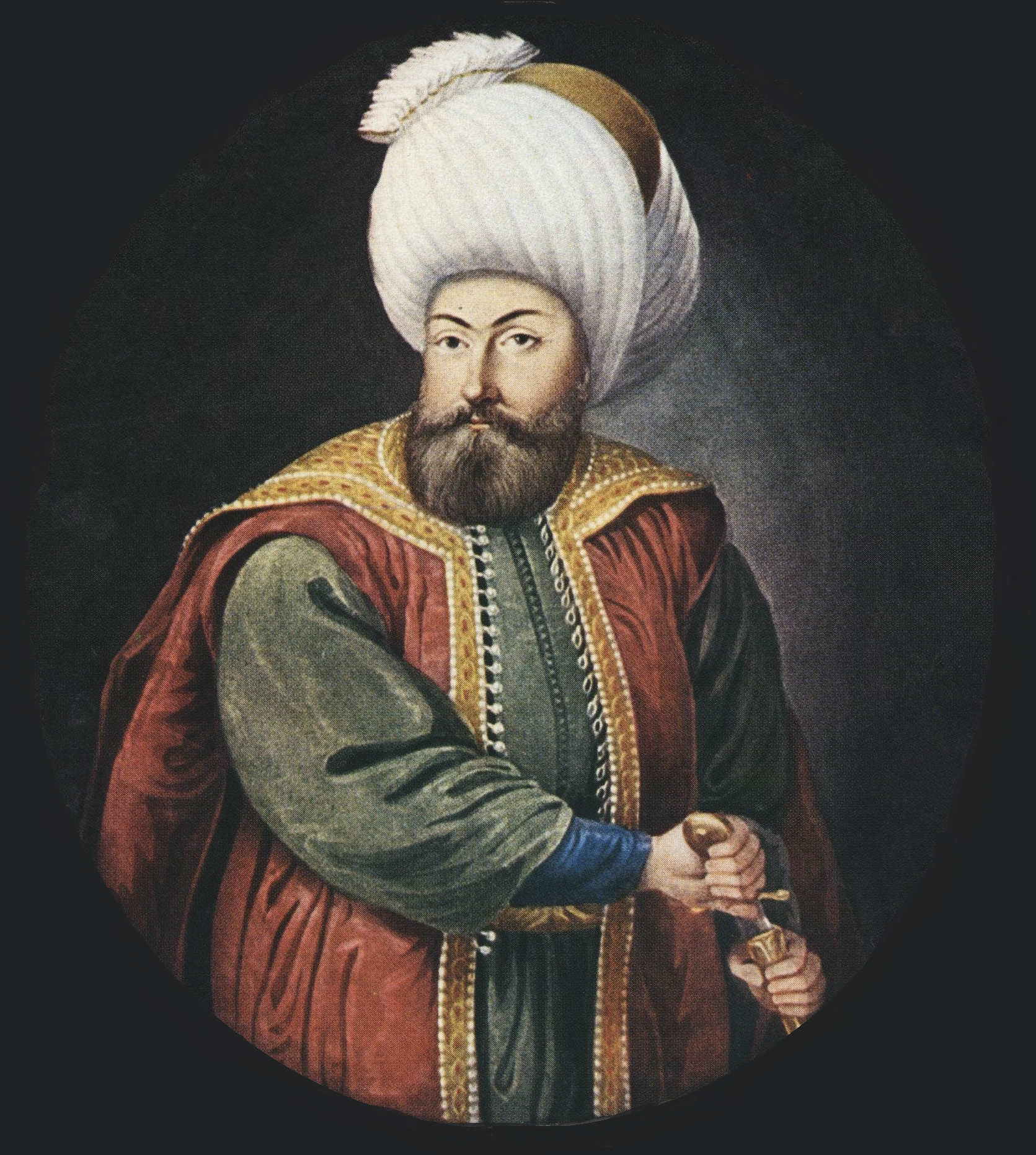
Osman I, capostipite della dinastia ottomana

Con la fine del sultanato di Rüm, nel 1300 circa, l'Anatolia fu divisa in una moltitudine di Stati indipendenti, cioè i beilicati turchi d'Anatolia, abitati perlopiù da popolazioni nomadi. A quell'epoca l'Impero bizantino, indebolito, aveva perso molte delle province anatoliche a vantaggio dei beilicati. Uno di essi si trovava nella zona di Eskişehir, nell'Anatolia occidentale, ed era governato dal bey Osman I (da cui deriva la parola "ottomano"), figlio di Ertuğrul.
I possedimenti che Osman aveva ereditato dal padre erano di dimensioni assai contenute, ma vantavano potenzialità che il giovane condottiero seppe sfruttare al meglio. Nel 1299 dichiarò il suo piccolo regno formalmente indipendente dal Sultanato di Rum e si definì egli stesso primo sultano ottomano. Nel mito della fondazione conosciuto dalla cultura ottomana come "Sogno di Osman", il giovane Osman è ispirato dal sogno premonitore di un grande impero, rappresentato da un imponente albero le cui radici si espandono in tre continenti e i cui rami coprono il cielo; dalle radici si diramano quattro fiumi: il Tigri, l'Eufrate, il Nilo e il Danubio, e l'albero fa ombra a quattro catene montuose: il Caucaso, il Tauro, l'Atlante e i monti Balcani. Osman I, durante il suo sultanato, estese in effetti le frontiere del proprio impero fino ai margini di quello bizantino.
Fin da subito Osman riuscì a portare a sé i migliori comandanti militari disponibili e con loro iniziò a compiere scorrerie nei vicini territori cristiani, inaugurando la stagione delle guerre bizantino-ottomane.
In questo periodo fu creato un formale governo, le cui istituzioni sarebbero cambiate molto nel corso della vita dell'impero. Il governo utilizzò il sistema dei Millet, per il quale le minoranze religiose ed etniche avevano il permesso di gestire i propri affari con margini di sostanziale autonomia. Nel 1317, esso muove l'esercito verso Bursa, che metterà sotto assedio. La città cadrà solo nove anni dopo, il 6 aprile del 1326; Osman malato morirà prima di averci messo piede, ma con la consapevolezza di aver dato vita a una potenza autonoma.

### Lo sbarco nei Balcani

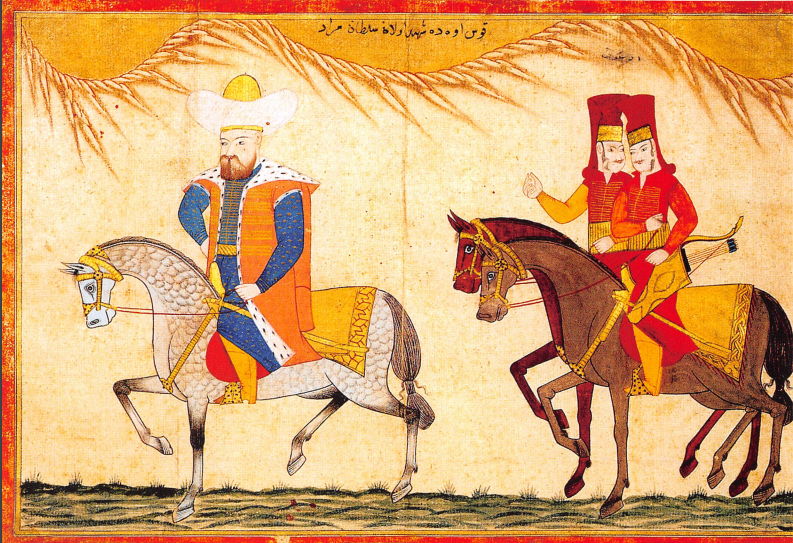
Il sultano Murad I a cavallo

Nel secolo successivo alla morte di Osman I, il dominio ottomano cominciò a estendersi sul Mediterraneo orientale e sui Balcani. Il figlio di Osman, Orhan I, conquistò la città di Bursa nel 1326 e la rese nuova capitale dello Stato ottomano. Furono però i discendenti di Orkhan a sviluppare l'insediamento, erigendo splendidi edifici come la Grande moschea, la moschea di Bayezid I o il mausoleo verde, grandi esempi dell'architettura ottomana. La caduta di Bursa implicò la perdita del controllo bizantino sull'Anatolia nordoccidentale. E dopo Bursa, nel 1337 fu conquistata Nicomedia, a cui seguono negli anni successivi Gallipoli, İpsala, Bolayır, Malkara, Tekirdağ. Nel 1354 gli Ottomani superarono lo stretto dei Dardanelli e, sotto la guida del nuovo sultano Murad I, si espansero nella Rumelia, conquistando Adrianopoli (1361), Sofia (1386) e Salonicco ai Veneziani nel 1387.
Murad I, che regnò tra il 1362 e il 1389, non è celebre solo per i suoi successi militari, ma anche per la capacità con cui seppe organizzare l'impero che stava espandendosi, e in particolare l'esercito. Fu infatti lui a creare il nuovo corpo dei giannizzeri (Yeniçeri, "nuova milizia"), una fanteria composta da soldati di carriera inquadrati in una rigida disciplina che diverranno l'élite militare ottomana e gli artefici di grandi vittorie nei secoli a seguire.
Spostò nel 1365 la capitale del regno dall'Anatolia al continente europeo, ad Adrianopoli.

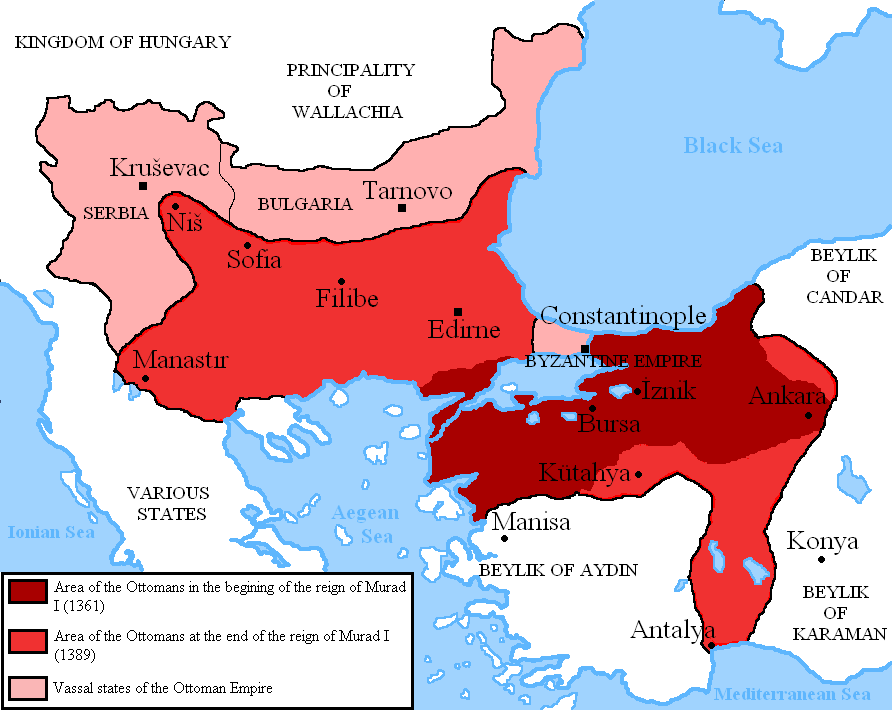
Le conquiste di Murad I

La vittoria ottomana in Kosovo nella battaglia della Piana dei Merli, colta nel giugno del 1389, segnò il declino dell'Impero serbo e la fine del suo controllo sulla regione, aprendo la strada all'espansione ottomana in Europa. Il giorno della battaglia coincise anche con la morte di Murād, assassinato dal cavaliere avversario Lazar Hrebeljanović, e con la salita al sultanato del figlio Bayezid I. Con la conquista del Kosovo, il baricentro dell'impero si spostò verso ovest e con esso anche la capitale ottomana si trasferì a Edirne (l'antica Adrianopoli). Seguì poi la presa dell'Impero bulgaro nel 1393, grazie alla quale gli Ottomani arrivarono a minacciare il Regno d'Ungheria.
Il mondo occidentale cristiano, pur percependo il pericolo che l'espansione ottomana poteva rappresentare, poco o nulla fece per contrastarla, occupato come era in guerre interne. Solo il re d'Ungheria Sigismondo tentò di fermarli, ma nel 1396 fu sconfitto nettamente nella battaglia di Nicopoli, ritenuta l'ultima crociata su larga scala del Medioevo, anche se non combattuta in Terra santa. Bayezid, ebbro dalla vittoria, giunse ad esclamare che «avrebbe fatto mangiare i suoi cavalli a Roma, sull'altare di san Pietro». Fedele ai suoi propositi, "il Fulmine", come fu soprannominato il sultano (in turco yildirim), si spinse fino ai confini con la Stiria, prendendo nel frattempo Patrasso e il Peloponneso. Le sue truppe vennero fermate solo dai Valacchi nella battaglia di Rovine del 17 maggio 1395.
Qualche anno più tardi, Bayezid, accarezzò l'idea di espugnare la grande metropoli di Costantinopoli, divenuta un obiettivo cruciale. Per questo Bayezid inviò al basileus Manuele II Paleologo un ultimatum, che però non fu accolto; le mire sulla capitale dell'Impero bizantino vennero tuttavia interrotte dai Timuridi, i quali, guidati da Tamerlano, avevano invaso l'Anatolia.

### Interregno ottomano e restaurazione

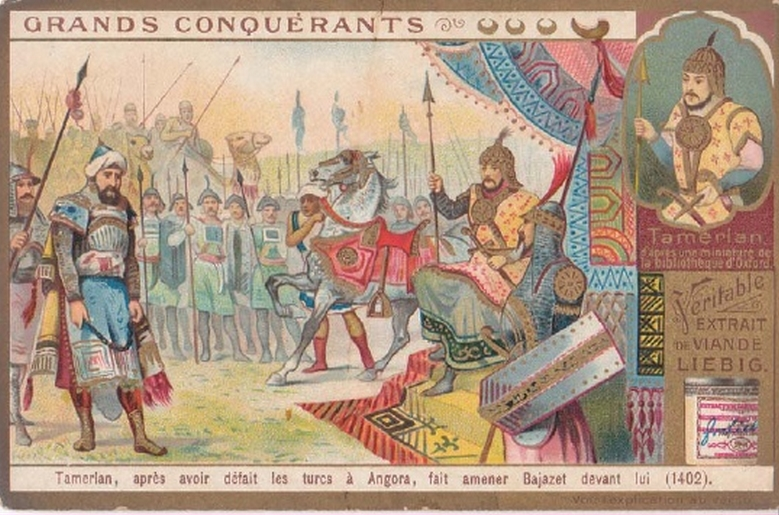
Bayezid I si arrende a Tamerlano al termine della battaglia di Ancyra

Tīmūr Barlas, conosciuto in Europa come Tamerlano, era un condottiero turco-mongolo, che a partire dal 1370 aveva perseguito una campagna di conquista su larga parte dell'Asia centrale e occidentale, portando alla formazione dell'Impero timuride. Nel 1401 aveva preso Baghdad e questo gli consentiva di guardare verso l'Anatolia. Abbandonato in tutta fretta il proposito di assediare Costantinopoli, Bayezid condusse l'esercito, a marce forzate, incontro a Tamerlano. Lo scontro avvenne il 28 luglio 1402 nella battaglia di Ancyra; l'esercito ottomano, provato dal lungo viaggio percorso in piena estate, venne sbaragliato. Lo stesso Bayezid I finì prigioniero dei suoi avversari e morirà in cattività nel marzo dell'anno successivo.
In pochissimo tempo, l'impero ottomano collassò: Tamerlano occupa l'Anatolia, la Bitinia, la Frigia settentrionale, arrivando a saccheggiare Bursa e Smirne. Per motivi sconosciuti, Tamerlano non proseguì con la campagna facendo invece ritorno nella sua capitale, Samarcanda, dove morirà il 18 febbraio 1405, probabilmente mentre preparava una campagna contro la Cina. Con la scomparsa del grande condottiero, anche l'impero timuride si indebolì; rimasero in vita, tuttavia, i figli di Bayezid I che si ritrovarono a possedere un territorio che per dimensioni era tornato a essere paragonabile a quello su cui governava il padre. Ebbe così inizio il periodo conosciuto come "interregno ottomano", in cui non vi fu un sultano riconosciuto, ma si assistette a una lunga lotta di potere tra i figli di Bayezid I, Solimano Çelebi, İsa Çelebi, Mehmet, Musa Çelebi e Mustafà.

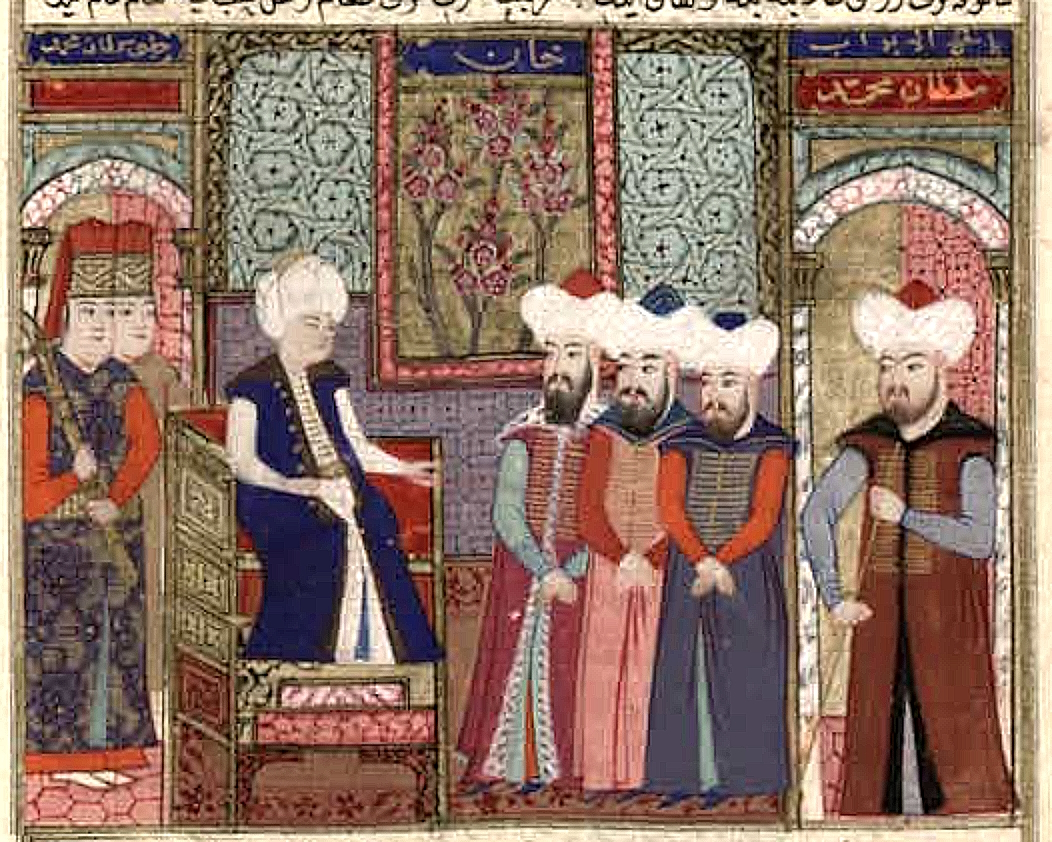
Il sultano Mehmet I con i suoi dignitari

La disputa dinastica cessò soltanto nel 1413, quando Mehmet I ebbe la meglio sugli altri fratelli e ottenne il titolo di sultano, ripristinando il potere ottomano. Nel 1416, un fraintendimento tra una missione diplomatica della Repubblica di Venezia ed i comandanti ottomani portò alla disfatta totale della flotta ottomana durante la battaglia di Gallipoli. Oltre che di espansione, questo fu un periodo anche di pace con l'Impero bizantino con cui vennero strette relazioni diplomatiche e intraprese attività commerciali. Fu però con il successore Murad II, salito al trono sultanale nel 1421 alla morte del padre, che l'impero ritrovò la sua spinta verso un ulteriore ingrandimento e i rapporti con Costantinopoli si guastarono. Così, nel 1422, cinse d'assedio la capitale bizantina che però, grazie alle sue imponenti fortificazioni, resistette agli attacchi degli invasori; Murad colse invece il successo nell'assedio di Tessalonica in cui conquistò la città difesa dai Veneziani, oltre che dai Bizantini stessi; l'evento sarà considerato un antefatto delle Guerre turco-veneziane che vedranno le due potenze contrapposte per quasi tre secoli.

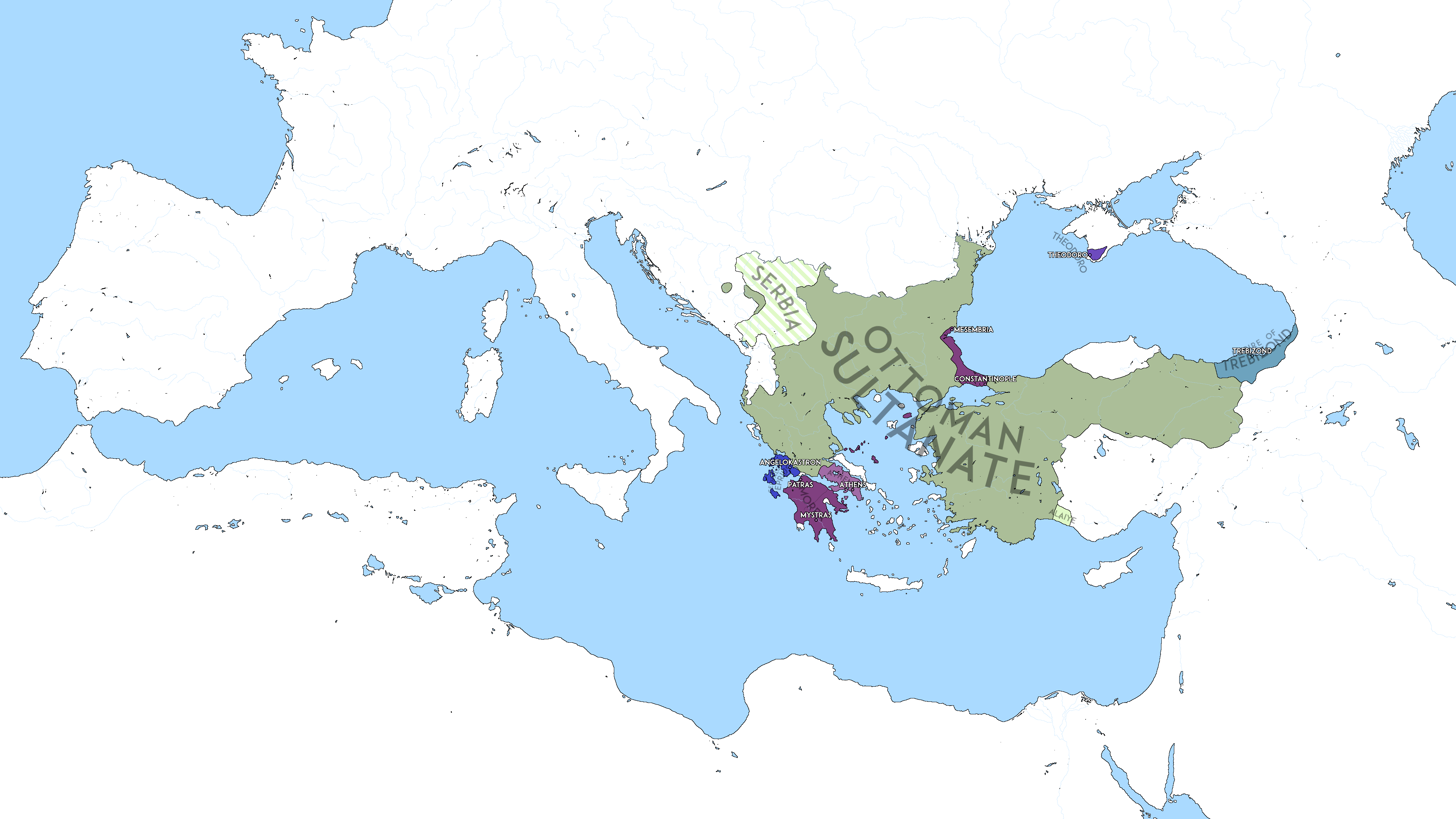
L'impero bizantino nel 1453, prima della caduta di Costantinopoli

In seguito, Murād intraprese campagne militari per riconquistare i territori dei Balcani, come Salonicco, la Macedonia e il Kosovo. Il 10 novembre 1444, nella battaglia di Varna, Murād II surclassò un'armata congiunta polacca e ungherese, guidata da Ladislao re di Polonia e Ungheria e János Hunyadi. Questa risultò la battaglia finale della "Crociata" di Varna, lanciata da papa Eugenio IV contro gli Ottomani. János Hunyadi preparò un altro grosso contingente (composto da forze magiare e valacche) per attaccare i Turchi, ma nel 1448 fu sconfitto di nuovo da Murād II nella seconda battaglia del Kosovo.

## Maometto II conquista Costantinopoli

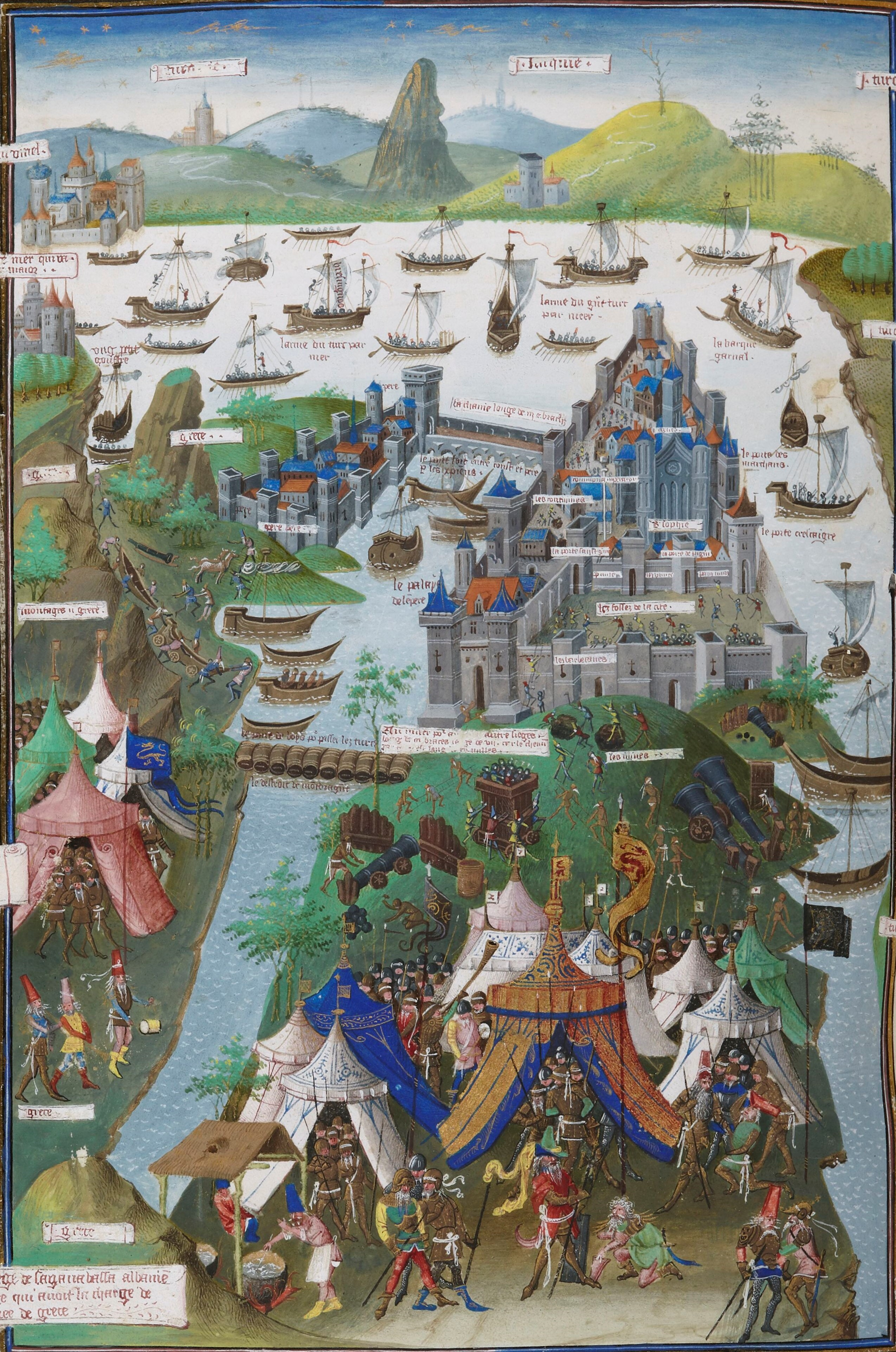
L'assedio di Costantinopoli in un manoscritto conservato alla Biblioteca nazionale di Francia

Il figlio di Murād II, il giovane Maometto II, salì al trono il 17 febbraio 1451 intraprendendo, almeno inizialmente, una politica molto prudente rinnovando il 10 settembre dell'anno successivo la pace con la Repubblica di Venezia. Ad ogni modo, poco dopo dette inizio all'impresa che gli varrà il soprannome di Fātiḥ (il conquistatore). Dopo aver riorganizzato lo Stato e l'esercito, in particolare l'artiglieria e la flotta, mise sotto assedio la città di Costantinopoli che cadde, il 29 maggio 1453, dopo quasi due mesi. Fu il crollo definitivo dell'Impero romano d'Oriente, evento che secondo alcuni storici coinciderebbe con la fine del Medioevo. Una volta conquistato il centro urbano, che diverrà la capitale dell'impero ottomano, Maometto intraprese iniziative per ridarle lustro e ripopolarla. Dopo aver fatto abbattere le mura e distruggere i cannoni, il sultano permise agli abitanti cristiani superstiti di preservare i propri beni e le proprie chiese; ai mercanti genovesi venne concesso libero accesso alla loro colonia di Galata, mentre il 18 aprile 1454 venne stipulato un nuovo trattato di pace con Venezia, con il quale si riconosceva la reciproca libertà di effettuare scambi commerciali e, da allora in avanti, a Costantinopoli ci sarebbe stato un Bailo inviato dalla Serenissima.
Dopo la presa di Costantinopoli, solo la resistenza degli ungheresi nell'assedio di Belgrado del 1456 permise una pausa di circa 70 anni nell'espansione verso i regni d'Europa. Ciò non impedì a Maometto II di annettere la Grecia (1456), la Morea (1460), la parte di Anatolia non ancora sottomessa (1472), le colonie genovesi del Mar Nero (1475) e l'Albania (1481). Nel 1480 il sultanato ottomano continuò a tentare l'espansione verso l'Europa, ma senza successo, prima assediando l'isola di Rodi e successivamente combattendo a Otranto.

### La guerra di successione
Maometto II morì il 4 maggio 1481 aprendo così la contesa sulla successione da parte dei suoi due figli Bayezid II e Cem. Cem si alleò con i Mamelucchi, preoccupati dell'espansione ottomana, per contestare l'incoronazione del fratello. Dopo aver colto alcune vittorie, riuscì a occupare Bursa; Cem venne sconfitto e trovò rifugio in Egitto e da lì si consegnò ai Cavalieri di Rodi. Dopo un'iniziale alleanza, i Cavalieri lo imprigionarono per poi consegnarlo a papa Innocenzo VIII che si servì di lui, e della minaccia di liberarlo, per contrastare Bayezid II. Cem morirà a Capua nel 1495. Nel frattempo continuarono i contrasti tra la dinastia burgita dei Mamelucchi e gli Ottomani. Il Sultano mamelucco Qaytbay entrò in Cilicia, costringendo Bayezid ad accettare una pace nel 1491 che consolidava i confini tra le due potenze, a sfavore di Istanbul.
In siffatta situazione, Bayezid II si dimostrò un uomo privo di quell'indole guerriera che aveva contraddistinto i suoi predecessori e che era attesa dal suo potente esercito, composto all'epoca da una forza di 10-20000 giannizzeri. Per perseguire la pace, il sultano arrivò anche a trattare con le potenze cristiane, suscitando il malcontento tra i suoi sudditi.
La sua debolezza favorì lo scoppio di una guerra civile tra i due suoi figli, Şehzade Ahmet e Selim. Il risultato fu l'abdicazione del sultano, avvenuta nel 25 aprile 1512, e la salita al potere del figlio cadetto Selim I.

## Espansione (1453-1566)

### Selim I

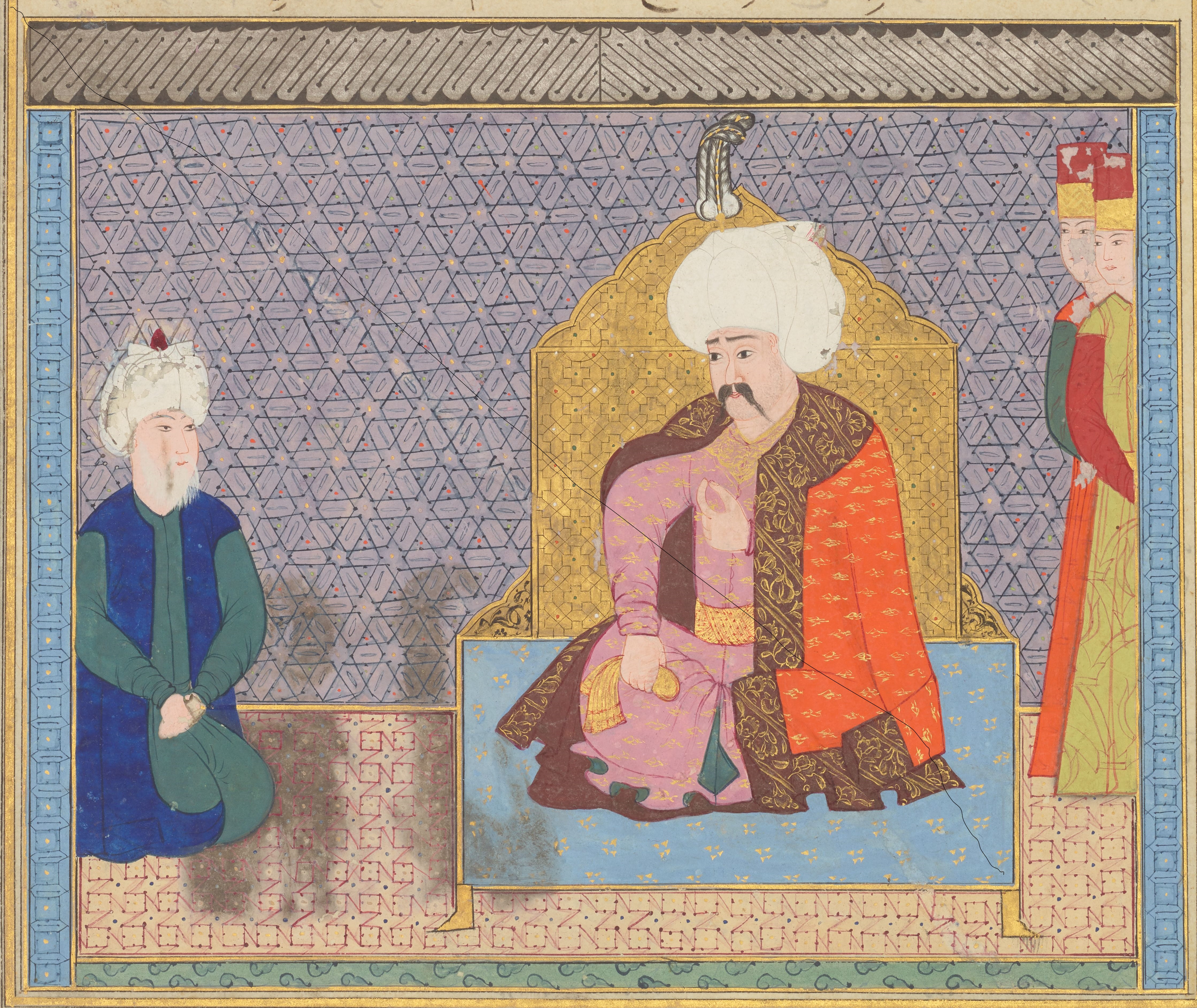
Il sultano Selim I con il gran visir Piri Mehmed Pascià

Dopo l'abdicazione di Bayezid II, il figlio Selim I ne prese il posto. Il nuovo sultano si dimostrò fin da subito ben diverso dal padre, mettendosi in luce per la risolutezza e la ferocia delle sue azioni: spietato e risoluto, si guadagnò in occidente il poco desiderabile soprannome di "Crudele" (anche se il termine Yavuz significa in realtà "Ponderato"). In primis, sterminò tutti i suoi fratelli, mettendo così fine alla guerra civile in corso dal 1509 al 1512 e che aveva messo in ginocchio l'Impero, poi fece avvelenare suo padre.
Imponendosi così sul trono, Selim cominciò a volgere la sua attenzione verso quello che considerava il principale nemico, ovvero l'Impero persiano safavide. Quest'ultimo, guidato dallo Scià Ismāʿīl I, aveva conquistato la città-simbolo di Baghdad nel 1508 e regnava sulle terre oggi appartenenti all'Iraq e all'Iran. I Safavidi, inoltre, avevano aderito alla corrente sciita nell'Islam, considerata dagli Ottomani sunniti una vera e propria eresia. Deciso a combatterli, Selim per prima cosa si assicurò, tramite un'intensa attività diplomatica, la pace con l'Ungheria, con la Repubblica di Venezia e con Ragusa, per poi preparare la spedizione.
La campagna che iniziò nel 1514 scatenò le guerre ottomano-persiane protrattesi fino al XIX secolo. Il primo scontro tra i due eserciti avvenne il 23 agosto dello stesso anno nella battaglia di Cialdiran, dove i giannizzeri di Selim, aiutati da un'efficiente artiglieria, prevalsero: lo stesso scià Ismāʿīl I venne ferito e riuscì a fuggire per il rotto della cuffia. Così, il 5 settembre, Selim poté fare il suo ingresso trionfale a Tabriz e da lì, l'anno seguente, arrivò a impossessarsi di parte dell'Anatolia e dell'attuale Kurdistan.
Grazie a queste vittorie, a quel punto, Istanbul si mostrava agli occhi del mondo come una grossa potenza, ben superiore ai suoi vicini correligionari. Il successivo regno a farne le spesa fu la dinastia burji dei Mamelucchi, che reggeva l'odierno Egitto e parte della Siria. La battaglia di Marj Dabiq del 24 agosto 1516 assunse il ruolo di scontro decisivo per aprire in seguito le porte di Aleppo e Damasco a Selim, accolto alla stregua di un liberatore dalla popolazione, esausta dopo anni di crisi. Nel frattempo il gran visir Hadim Sinan Pascià estendeva ancora di più i confini dell'Impero, conquistando Ramallah, Gaza e l'importantissima Gerusalemme.
Il 27 gennaio 1517 cadeva la città de Il Cairo, mettendo fine al suo ruolo di capitale: l'Egitto diveniva una semplice provincia di un impero che aveva oramai assunto vastissime dimensioni. Sottomesso il Sultanato mamelucco, Selim poté catturare e deporre il califfo abbaside del Cairo al-Mutawakkil III e proclamarsi egli stesso successore di Maometto, alla guida politica e spirituale della comunità islamica universale (al-Umma al-islāmiyya), protettore dei Luoghi santi di Mecca e Medina.

### L'età di Solimano il Magnifico

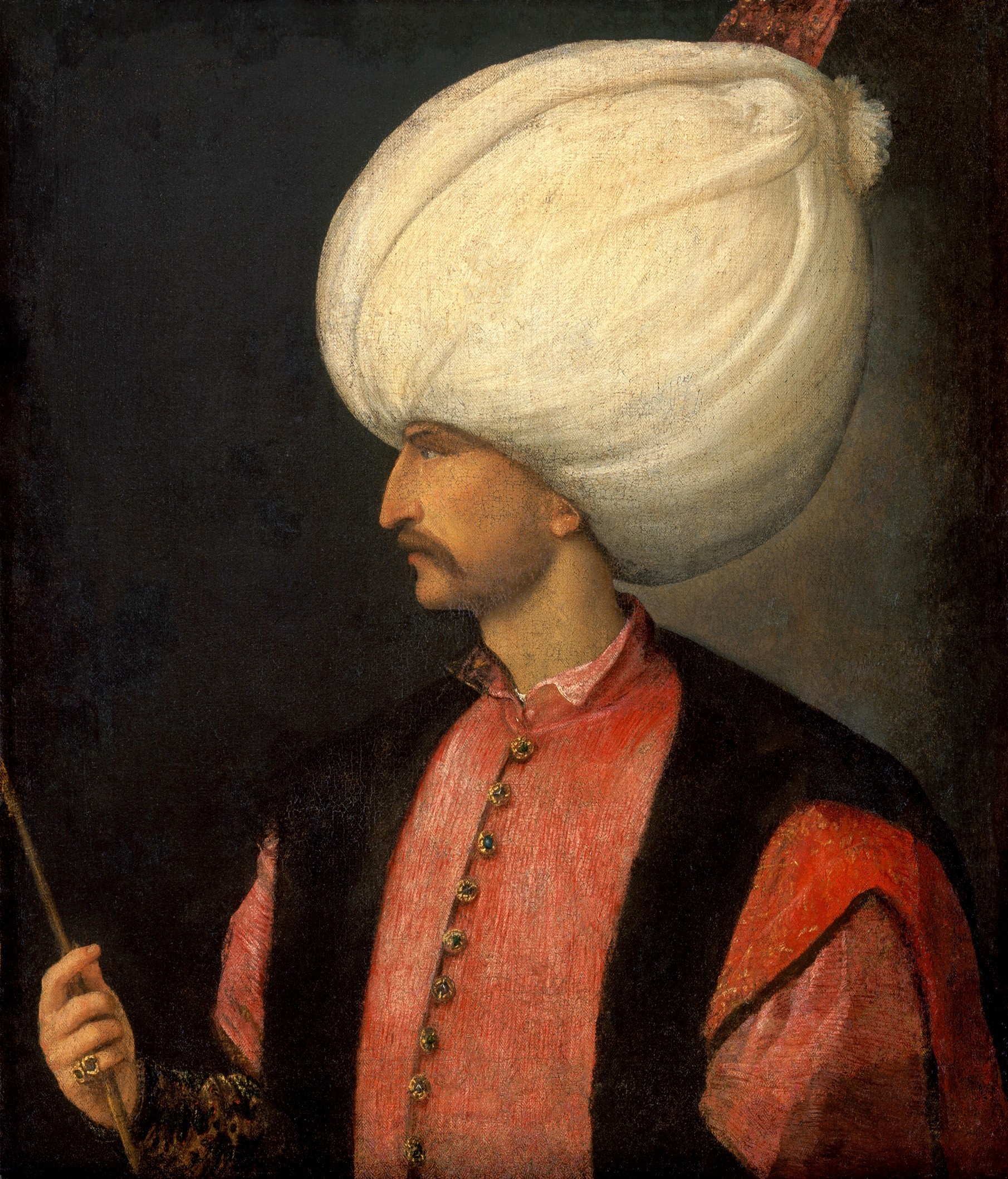
Solimano il Magnifico

Morto Selim, gli succedette nel 1520 il figlio Solimano I il Legislatore, che verrà conosciuto nel mondo occidentale con l'appellativo di "Magnifico"; sotto di lui l'impero conoscerà probabilmente la sua stagione migliore. Il sultanato di Solimano esordì subito con grandi campagne militari che lo videro conquistare Belgrado nel 1521, strappare l'anno seguente Rodi ai Cavalieri di San Giovanni, e nel 1526 trionfare alla battaglia di Mohács, in cui superò il re d'Ungheria e Boemia Luigi II, caduto in combattimento. Queste vittorie, inanellate nel contesto più ampio delle guerre ottomano-ungheresi, permisero agli Ottomani di stabilire il dominio turco nelle parti meridionali e centrali del Regno di Ungheria, incutendo forti timori nella cristianità trovatasi divisa al proprio interno e impreparata ad affrontare la minaccia ottomana.
Una prima battuta di arresto della politica espansionistica di Solimano avvenne nel 1529 quando, in occasione di una sua campagna contro i cristiani, proseguì verso Vienna, assediando l'odierna capitale austriaca senza però riuscire a prenderla. Nel 1532 Solimano lanciò un altro attacco alla città, ma a causa delle resistenze incontrate nell'assedio di Güns dovette rinunciare ancora una volta all'impresa: si trattò di una vittoria per i cristiani dal forte sapore simbolico. Nel 1541, dopo un lungo e cruento assalto, cadde invece in mano turca Buda, la florida capitale ungherese. Dopo la caduta dei maggiori agglomerati urbani magiari e slavi in mano turca (tra cui le sopraccitate Belgrado e Buda, oltre a Pécs), molti Stati danubiani patteggiarono la sottomissione formale alla Porta (impegnandosi al pagamento di una tassa), in cambio di una pressoché completa libertà di azione. Così fecero, tra gli altri, la Repubblica di Ragusa, il Montenegro, il Principato di Transilvania (indipendente dopo la caduta del regno d'Ungheria), la Moldavia e la Valacchia.

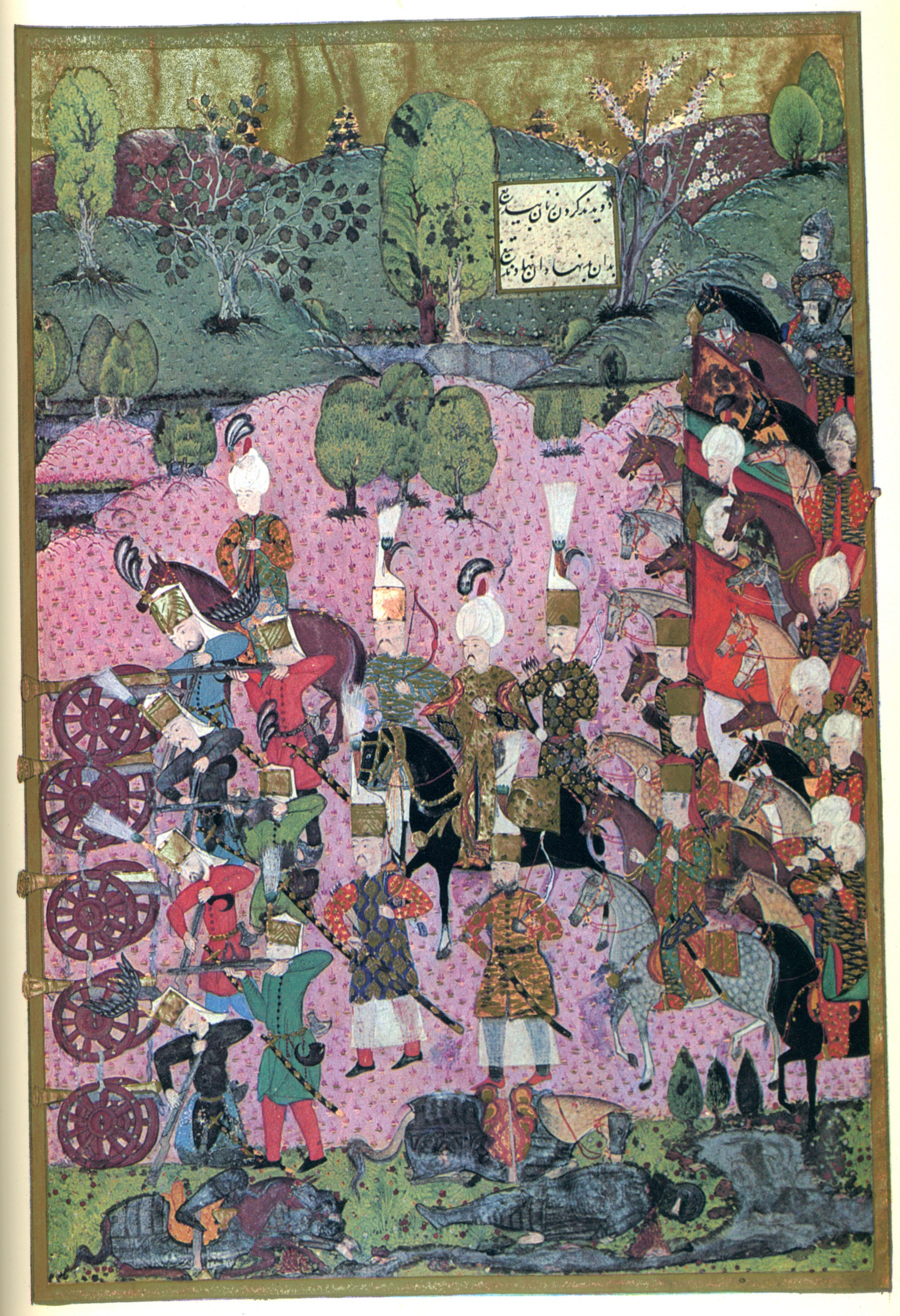
Solimano avanza nella battaglia di Mohács

Solimano nelle sue guerre contro il Sacro Romano Impero trovò come alleato la Francia di Francesco I, anch'essa ostile al dominio degli Asburgo. L'effimera conquista francese di Nizza (1543) e della Corsica (1553) fu un'impresa comune delle forze di Francesco I e di Solimano, e fu diretta dagli ammiragli ottomani Khayr al-Din Barbarossa e Dragut. Un mese prima, l'artiglieria francese aveva sostenuto gli Ottomani durante l'assedio di Esztergom. Dopo la successiva avanzata dei turchi, nel 1547 Ferdinando I d'Asburgo riconobbe ufficialmente il dominio ottomano dell'Ungheria.

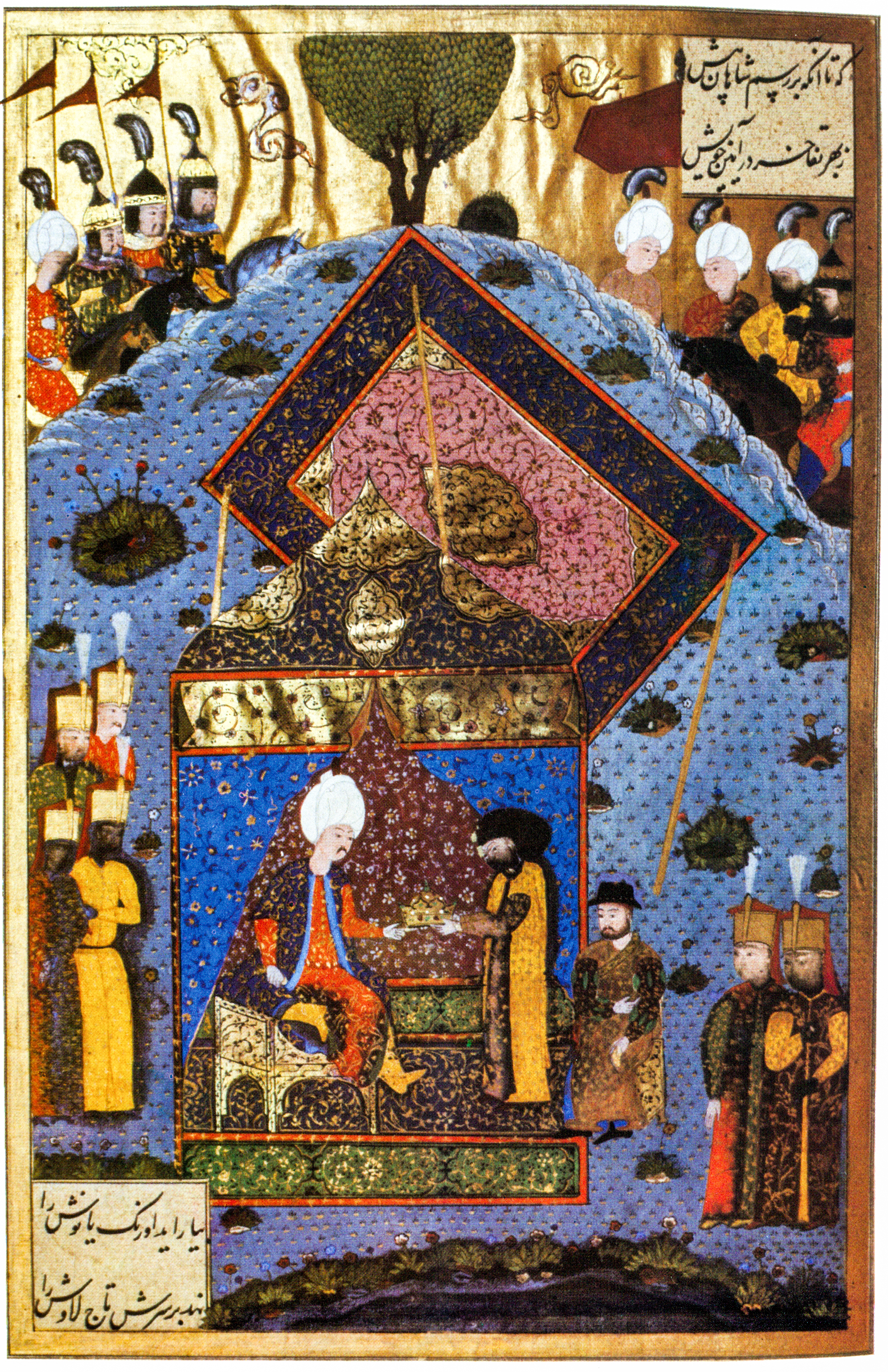
Solimano consegna a Giovanni Zápolya la corona di Ungheria, facendone così un suo vassallo

Solimano non si occupò di espandere l'Impero solo a spese delle popolazioni cristiane, ma guidò personalmente tre campagne tra il 1532 e il 1555 a est contro l'Impero safavide che governava sulla Persia e sull'attuale Iraq e Iran. Benché quest'ultimi fossero anch'essi di religione musulmana, erano però aderenti allo sciismo, considerato dagli Ottomani sunniti una vera e propria eresia. I successi di Solimano nelle campagne orientali portarono all'annessione di Baghdad e alla pace di Amasya del 1555 con cui i Safavidi si impegnavano a rispettare i nuovi confini e a cessare le persecuzioni contro i pellegrini sunniti ottomani. Questo risultato conferì a Solimano enorme popolarità tra i suoi sudditi, che lo considerarono un vero e proprio campione dell'Islam, in grado di portare la parola del Profeta oltre i confini, sottomettendo infedeli ed eretici.
L'età di Solimano non è ricordata solo per i suoi successi militari e le annessioni territoriali, ma anche perché si trattò di un periodo di grande splendore in ogni ambito. Se in occidente era conosciuto come "il Magnifico", in patria era noto come kanuni, ovvero il legislatore, per la sua intensa attività volta a regolare la vita dei suoi sudditi. Grazie anche al suo Gran Mufti Ebussuud Efendi, Solimano riformò la legislazione per adattarla a un impero in rapido cambiamento; il codice delle leggi che ne scaturì divenne noto come kanun-i Osmani (قانون عثمانی), o "leggi ottomane" e rimase in vigore per oltre trecento anni. Anche la letteratura sperimentò un periodo d'oro (lo stesso Solimano si dilettò nella poesia), nell'artigianato e nelle arti; il grande architetto Mi'mār Sinān dette un forte impulso all'architettura, ridisegnando i panorami di molte roccaforti dell'impero, realizzando moschee di grande eleganza come la celebre Suleymaniye. Solimano favorì la scienza e l'istruzione; durante il suo impero vennero finanziate moltissime madrase dove si insegnava grammatica, metafisica, filosofia, giurisprudenza, astronomia e astrologia, senza che vi fossero quelle interferenze religiose che portarono alla crisi dello studio delle scienze nei secoli successivi.

Estensione dell’Impero ottomano, dalle origini fino alla morte di Solimano

Ormai malato, Solimano si spense nella sua tenda nella notte tra il 5 e il 6 settembre del 1566 mentre i suoi giannizzeri assediavano Szigetvár. A lui successe nel sultanato il figlio Selim II dopo che gli altri figli, avuti dalle due mogli Hürrem e Mahidevran, erano stati assassinati affinché vi fosse un solo legittimo successore; una pratica spietata ma consuetudinaria nella dinastia ottomana. Sebbene Solimano abbia giocato un ruolo fondamentale nei successi dell'Impero, non si deve comunque dimenticare il contributo dei suoi molti funzionari e visir che componevano il dīwān, fra tutti i suoi gran visir Pargali Ibrahim Pascià, Rüstem Pascià e Sokollu Mehmed Pascià. Alla fine del suo regno, l'impero contava 15 milioni di abitanti, i suoi confini si estendevano da Vienna a Baghdad e attraverso l'Africa settentrionale, la flotta rappresentava una notevole potenza navale come non lo era stata mai negli anni precedenti, controllando gran parte del Mar Mediterraneo, e Istanbul appariva come un attore significativo, e soprattutto accettato, dello scacchiere europeo.

### La conquista di Cipro e la Lunga guerra

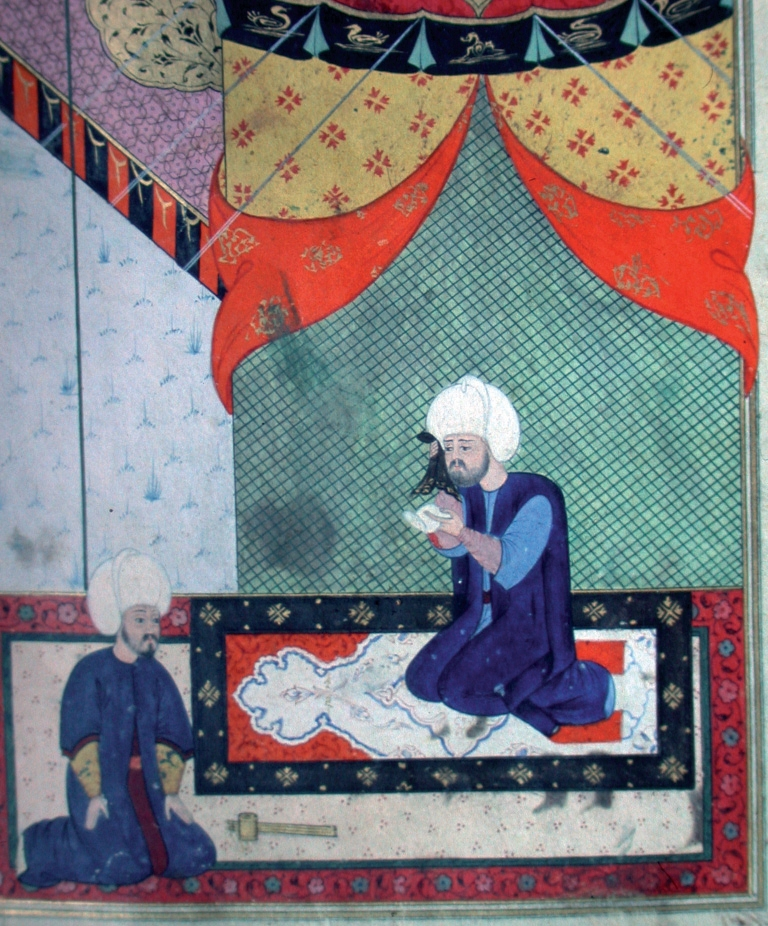
Il gran visir Sokollu Mehmed Pascià (a destra), con il funzionario Feridun Ahmed Bey (a sinistra)

Durante il suo regno, Selim II non riuscì a dimostrare di essere all'altezza del padre, lasciando l'idea di un sultano non particolarmente competente, tanto che egli stesso soleva evitare di sedersi sullo stesso trono occupato da Solimano, giudicandosi indegno. Nonostante le asperità, l'Impero non andò in crisi anche grazie al gran visir Sokollu Mehmed Pascià, detentore di fatto del potere e personaggio di grandi capacità. La morte di Solimano aveva comunque messo in fibrillazione le frontiere con i cristiani: a seguito di scontri a fronti alterni in Rumelia, l'Impero siglò il 17 febbraio 1568 con l'imperatore Massimiliano II d'Asburgo il trattato di pace di Adrianopoli, della durata di otto anni, ma che si protrasse per circa 25.
Negli stessi anni le truppe ottomane erano impegnate in Yemen e nei confini orientali dove incalzava lo zar Ivan IV di Russia. Proprio nel tentativo di riconquistare Astrachan', togliendola a Ivan, i turchi iniziarono a costruire un canale tra Don e Volga per facilitare il movimento dell'esercito, un'impresa che dovette tuttavia essere abbandonata. La campagna militare più importante intrapresa sotto il regno di Selim riguardò la guerra di Cipro, combattuta tra il 1570 e il 1573. Le ingenti forze messe in campo dagli Ottomani permisero di strappare l'isola alla Repubblica di Venezia ma non senza difficoltà, tanto che il generale Lala Kara Mustafa Pascià dovette impiegare oltre un anno e perdere circa 80 000 uomini per conquistare, il 1º agosto 1571, la città di Famagosta, provocando la reazione del mondo cristiano in seguito alle crudeltà effettuate durante l'assedio della città. Gli Ottomani subirono una pesantissima battuta d'arresto per mano di una coalizione di Stati cristiani, nota come Lega Santa, nella celeberrima battaglia navale di Lepanto, combattuta il 5 ottobre 1571. Nonostante la completa distruzione della flotta turca, tale fallimento non rappresentò nel lungo periodo un insormontabile problema per gli Ottomani, se si considera che in un anno circa riuscirono a ripristinare le perdite, tanto che nel 1573 persuasero Venezia a rinunciare formalmente a Cipro, e due anni più tardi conquistarono Tunisi ai danni dell'Impero spagnolo.

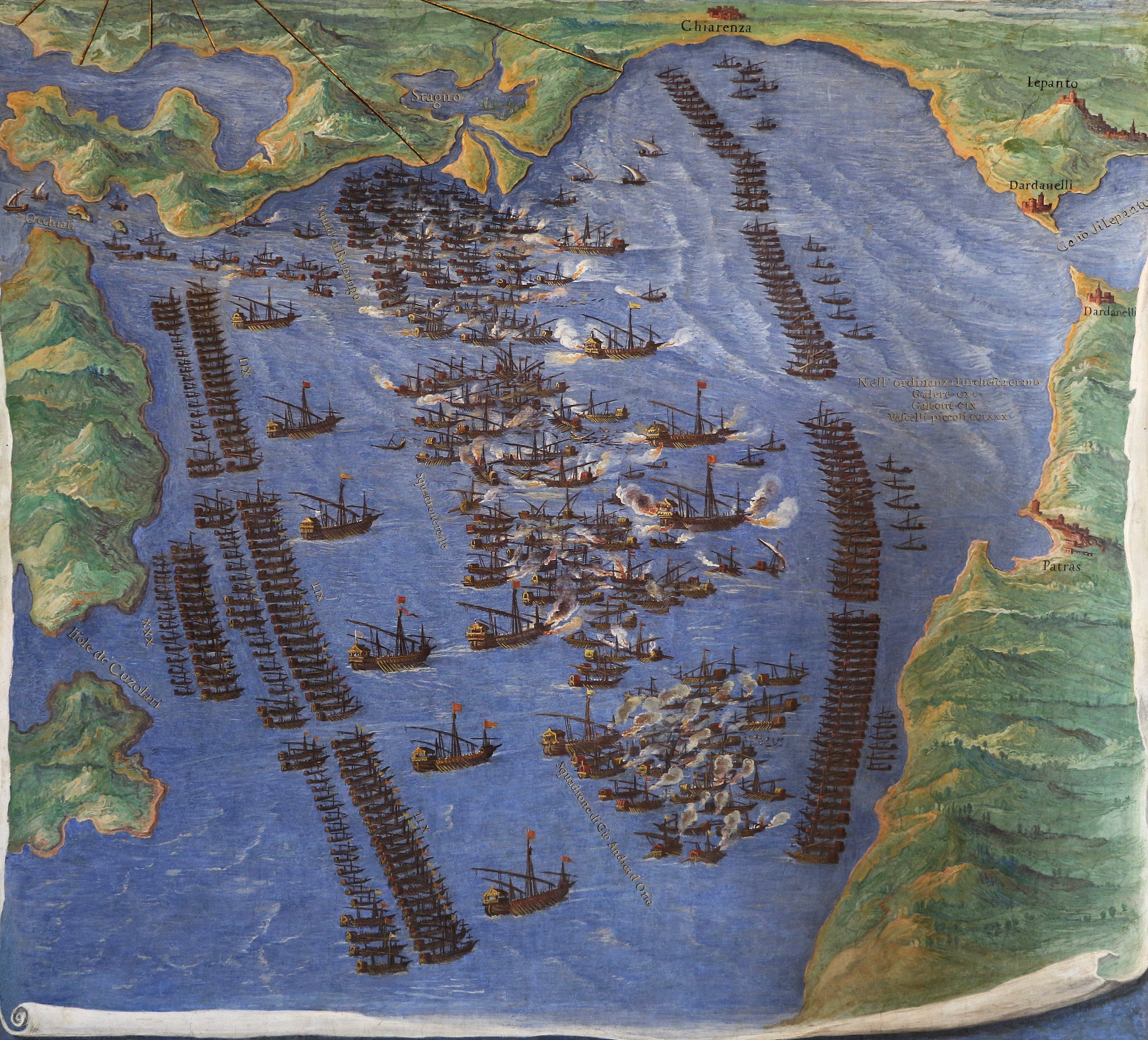
La battaglia di Lepanto, nella Galleria delle carte geografiche, Musei Vaticani.

## Trasformazione (1566-1703)
Nel frattempo, nel 1574, Selim si era spento e gli era subentrato il figlio Murad III, che a sua volta lasciò il titolo di sultano alla sua morte, avvenuta nel 1595, al primogenito Mehmet III, rimasto sul trono fino al 1603. Entrambi i capi di Stato si occuparono solo marginalmente del governo, delegando gran parte del potere alla cerchia dei loro favoriti e alle proprie madri (Valide Sultan) e regine-consorti (Haseki Sultan), portando l'impero a raggiungere l'apice di quello che verrà chiamato il sultanato delle donne. Anche l'autorità del gran visir venne assai limitata: morto Sokollu assassinato nel 1579, i suoi successori rimasero tutti in carica per pochissimi mesi, tanto che in 25 anni se ne contarono 23 diversi, generando un'instabilità politica che destabilizzò a lungo la sicurezza interna. Nel corso di questo protratto periodo di malagestione, le strutture burocratiche e militari affinate nei decenni precedenti risultarono sotto sforzo. Gradualmente, gli Ottomani rimasero indietro rispetto agli europei in termini di tecnologia militare, mentre l'innovazione, che aveva rinvigorito l'espansione dell'Impero, fu soffocata da un crescente conservatorismo religioso e intellettuale.
Le province si trovarono spesso in uno stato di agitazione; nel 1603 alcune sommosse scoppiarono perfino nella capitale mentre, tra il 1578 e il 1590, venne combattuta una sanguinosa guerra contro l'Iran che inizialmente vide gli Ottomani prevalere con la conquista della Georgia, dell'Azerbaigian e della messa in armi di una flotta nel mar Caspio. Tuttavia, una nuova guerra combattuta tra il 1603 e il 1618 vide lo scià ʿAbbās I il Grande riconquistare i territori riportando i confini con gli Ottomani a quelli del 1576.

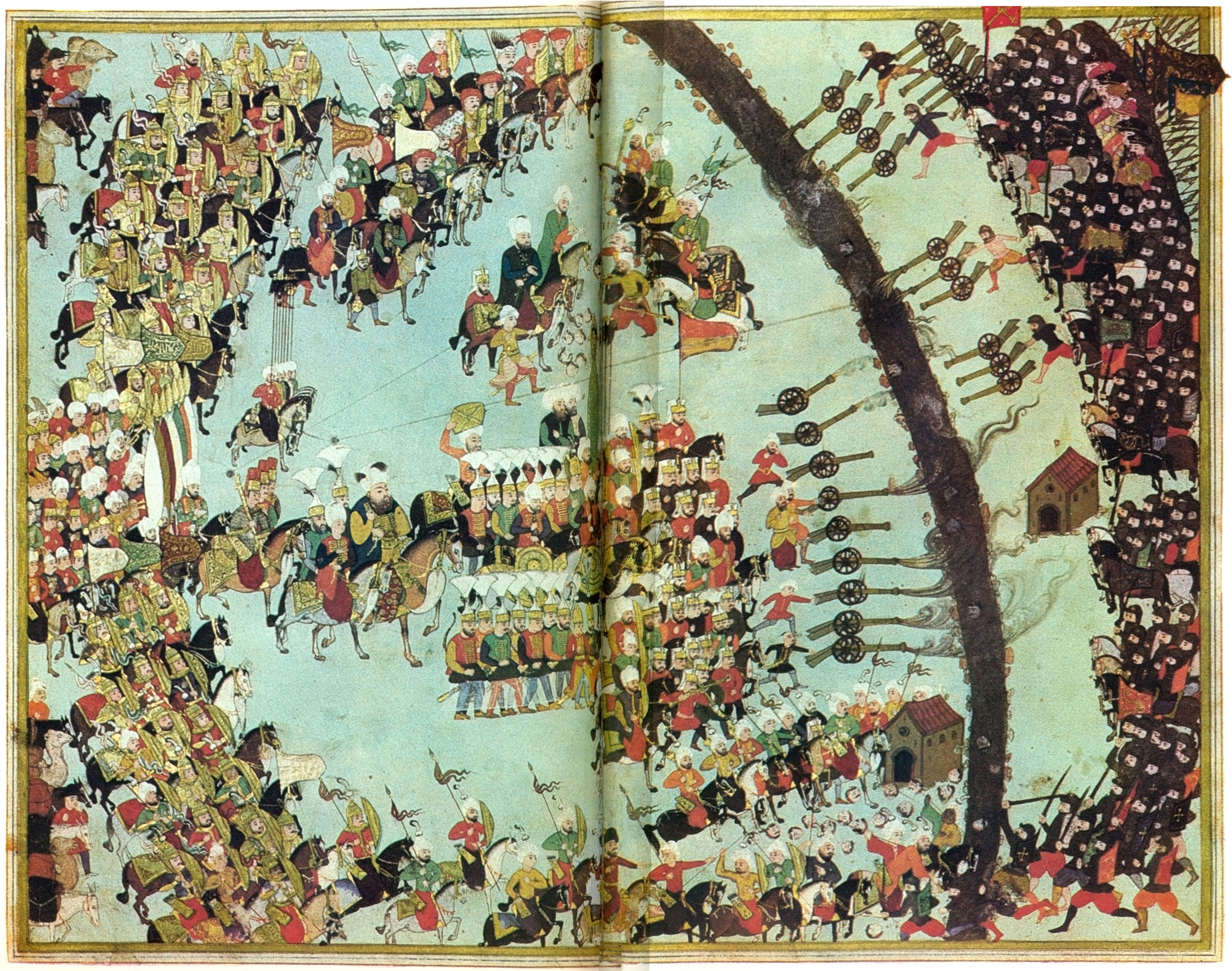
La battaglia di Sisak, parte della Lunga Guerra, miniatura ottomana del XVI secolo

### Le guerre con gli Asburgo
Alla fine del XVI secolo, anche il confine con l'Occidente cristiano appariva in subbuglio. In risposta alle continue incursioni delle truppe akinci irregolari ottomane, l'imperatore Rodolfo II d'Asburgo denunciò la pace e dette inizio alla Guerra dei Tredici anni d'Ungheria (chiamata anche "Lunga Guerra"), infliggendo una pesante sconfitta agli avversari nella battaglia di Sisak combattuta il 22 giugno 1593. Questi gravi insuccessi iniziali spinsero il sultano Mehmet III a prendere personalmente il comando dell'esercito, riuscendo a conquistare celermente la rocca di Eger in Ungheria. Nella battaglia di Keresztes (24-26 ottobre 1596) le forze combinate dell'Arciduca d'Austria Massimiliano III e di Sigismondo Báthory vennero inaspettatamente sconfitte dai turchi guidati dal giovane sultano. Nonostante la guerra volgesse a favore degli Ottomani, i lunghi anni di combattimenti e la sempre maggiore necessità di costose armi da fuoco avevano prosciugato le finanze imperiali, così il nuovo sultano Ahmed I, salito al trono nel 1603, decise di firmare con gli Asburgo la pace di Zsitvatorok. Tuttavia, una volta che i guerrieri vennero smobilitati, si diedero al brigantaggio, giungendo infine alla rivolta dei Celali (1595-1610), che provocò diffusi fenomeni anarchici in Anatolia tra il XVI e il XVII secolo. Con la popolazione dell'impero che raggiunse i 30 milioni attorno al 1600, la mancanza di terre causò ulteriori pressioni sul governo.

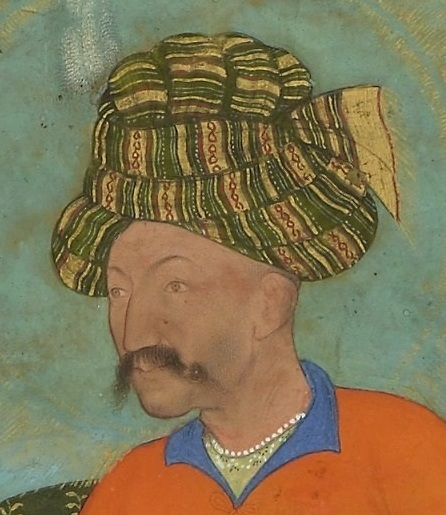
Lo scià di Persia ʿAbbās I il Grande, combatté una guerra ottomano-safavide tra il 1603 e il 1618

Per molti storici, la pace di Zsitvatorok firmata l'11 novembre 1606 dal sultano Ahmed I rappresentò un punto di svolta nei rapporti diplomatici tra Impero ottomano e Sacro romano impero, in quanto per la prima volta gli Ottomani accettavano di riconoscere una parità di rango e dignità ai sovrani asburgici, senza esigere tributi come era avvenuto in precedenza. Per il resto, il trattato prevedeva il ritorno alle frontiere precedenti al conflitto, ma segnava anche la definitiva incapacità ottomana di espandersi ai danni dell'occidente cristiano.
L'impegno degli Ottomani contro gli Asburgo lasciò indebolite le frontiere con i safavidi di Persia i quali, sotto la guida dello scià ʿAbbās I, riuscirono a strappare al controllo della Sublime Porta la Georgia, l'Azerbaigian e invasero l'Anatolia orientale a seguito del trionfo nella battaglia di Urmia nel settembre 1605. Il trattato di Nasuh Pasha, stipulato il 20 novembre 1612, mise fine al conflitto tra le due potenze islamiche, con gli Ottomani che cedevano ai Persiani la sovranità su tutto il Caucaso, riportando i confini a quelli stabiliti nella pace di Amasya del 1555. Meglio andarono i rapporti diplomatici con gli Stati europei, grazie alla stipula di capitolazioni con Inghilterra, Paesi Bassi, Francia e Repubblica di Venezia, confermando che l'Impero godeva ancora di prestigio in politica estera e commerciale. Il 23 settembre 1617, il beylerbey (governatore) Iskender Pascià negoziò vantaggiosamente la pace di Busza con cui terminava la guerra di successione moldava, che aveva visto l'Impero ottomano contrapposto alla Confederazione polacco-lituana desiderosa di espandere il proprio potere fino al Danubio. Nonostante la pace avesse imposto alla confederazione di rinunciare a ogni pretesa sui principati danubiani, nel 1620 ciò venne disatteso con la ripresa della contesa sulla Moldavia e sull'Ucraina, dando inizio alla prima guerra polacco-ottomana che tuttavia si concluse l'anno seguente senza che vi fossero modifiche territoriali.

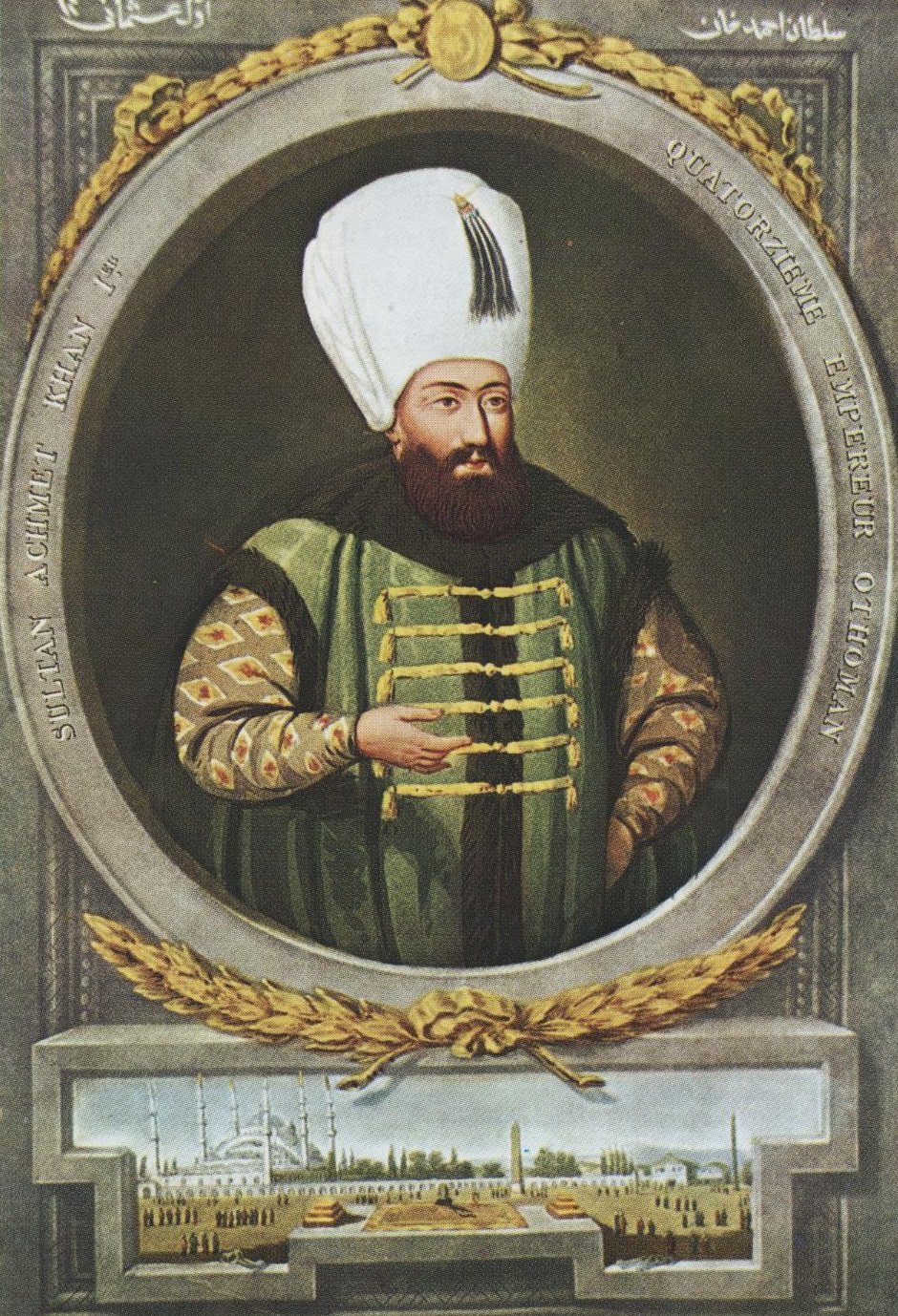
Il sultano Ahmed I

Nel 1617 il pio sultano Ahmed I, ricordato anche per aver fatto erigere la celebre Sultanahmet camii (detta "moschea blu"), morì lasciando un Impero in crisi, lacerato da una crescente corruzione negli apparati burocratici statali e dall'indisciplina nelle file dell'esercito. A lui succedette il fratello Mustafa I che, l'anno successivo, fu deposto, poiché considerato affetto da demenza, in favore del suo giovane nipote Osman II. Osman si dimostrò un sultano energico, ben diverso dai suoi più immediati predecessori. Dopo aver guidato personalmente l'esercito contro i polacchi, iniziò a introdurre sostanziali riforme nell'amministrazione, iniziando un processo di “turchizzazione” di queste mettendo in discussione l'antica pratica del devscirme, limitando il potere degli ulema e dei giannizzeri. Queste iniziative crearono un forte malcontento tra molte personalità dell'Impero, che sfociò nell'arresto e assassinio del sultano nel 1622; l'instabile ma innocuo Mustafa I venne rimesso sul trono dell'Impero.

### Il breve regno di Murad IV

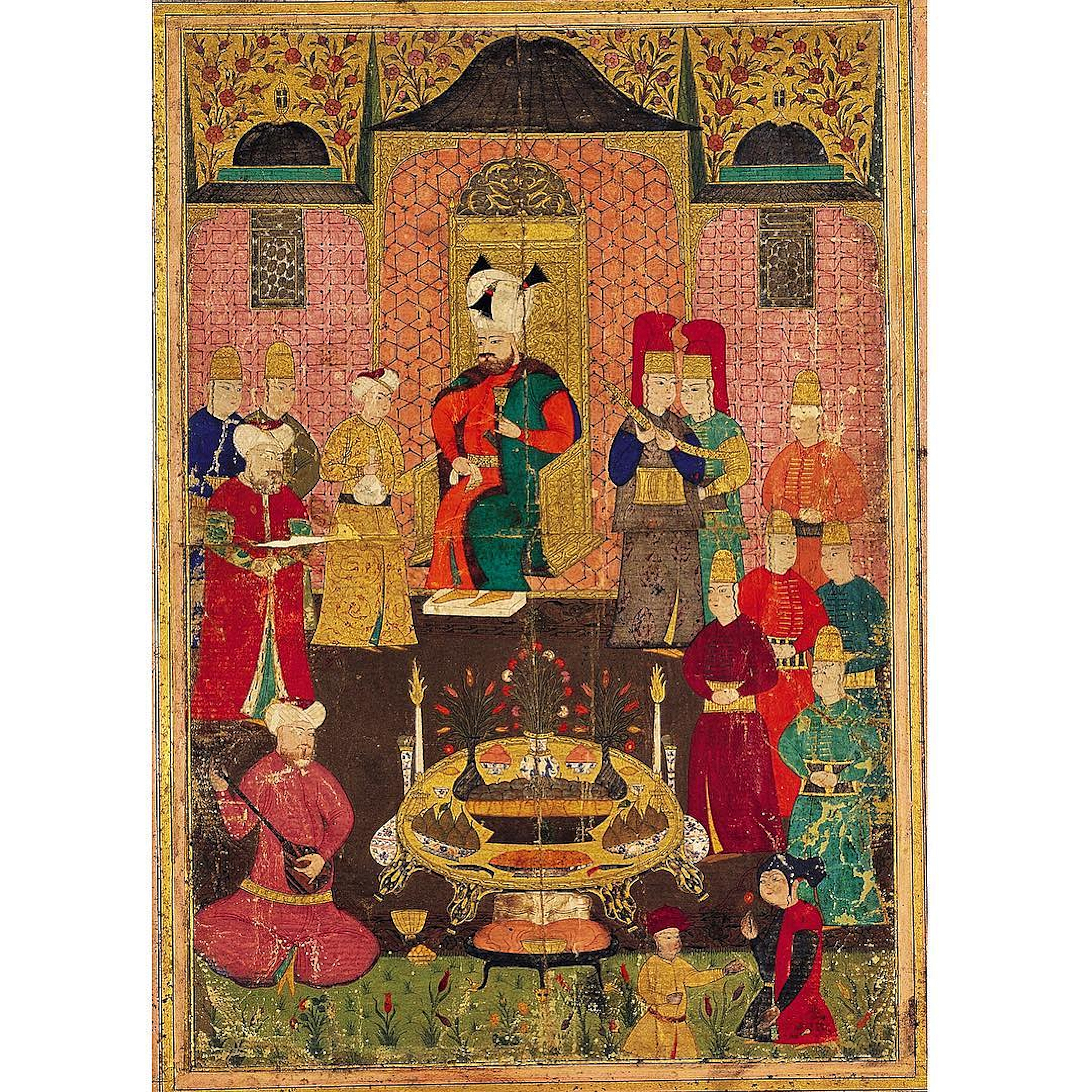
Murad IV sul trono. Il breve regno di Murad fu caratterizzato da diverse riforme che ristabilirono l'ordine nell'Impero, rinvigorirono le finanze e ripristinarono la tradizione islamica.

Ma anche questa volta il regno di Mustafa durò poco meno di un anno: nel 1623 fu nuovamente deposto e imprigionato dal fratello di Osman II, che diverrà nuovo sultano con il nome di Murad IV. Poiché Murad aveva solamente undici anni, per la prima parte del suo regno il potere fu esercitato dai suoi diversi tutori e soprattutto da sua madre, la potente Kösem Sultan, che di fatto governò l'Impero. Approfittando di questo periodo di debolezza politica, lo scià ʿAbbās I tornò ad attaccare gli Ottomani, scatenando una guerra che si protrasse tra il 1623 e il 1639 durante la quale riuscì, nel gennaio 1624, a prendere Baghdad, facendo strage degli abitanti sunniti e spingendosi fino al Kurdistan. Nel frattempo, all'interno dell'Impero, le ribellioni erano all'ordine del giorno: Rumelia, Crimea, Egitto, Yemen, Libano e Costantinopoli erano teatri di aspre sommosse. Gli insorti chiesero la deposizione del sultano, arrivando a mettere a repentaglio la sua stessa incolumità e assassinando il gran visir Hafız Ahmed Pascià.
Da quel momento, il ventiduenne Murad IV cambiò totalmente atteggiamento, iniziando a governare personalmente l'Impero con risolutezza e le sue riforme portarono in poco tempo a instaurare l'ordine e a rafforzare l'Impero. Dopo aver combattuto una breve guerra contro la Polonia tra il 1633 e il 1634, Murad partecipò a una campagna di successo contro i Safavidi in Armenia e Azerbaigian, anche se i territori conquistati furono persi poco dopo. Nel 1638 riconquistò Baghdad dopo soli 39 giorni di assedio, costringendo lo scià Safi di Persia a sottoscrivere il trattato di Zuhab, concluso il 17 maggio 1639, con il quale venne definito il confine ottomano-persiano con l'Iraq che passava in maniera permanente agli Ottomani. Murad IV morì a 27 anni, a causa di una cirrosi, nel 1640; il suo regno non è ricordato solo per i successi militari e per aver ristabilito l'ordine nell'Impero, ma anche per le sue riforme volte a restaurare le tradizioni religiose e morali legate all'Islam: bandì gli alcolici, tabacco e il caffè, fece chiudere le taverne considerate un luogo ove si fomentavano le ribellioni; applicò una giustizia dura, talvolta definita crudele; benché avesse favorito l'arte e la letteratura, mise limiti ben precisi alla libertà di espressione. Assieme ai suoi consiglieri, fu anche in grado di riformare l'economia e la politica per far riguadagnare loro i fasti ormai perduti.

### Le guerre contro Venezia

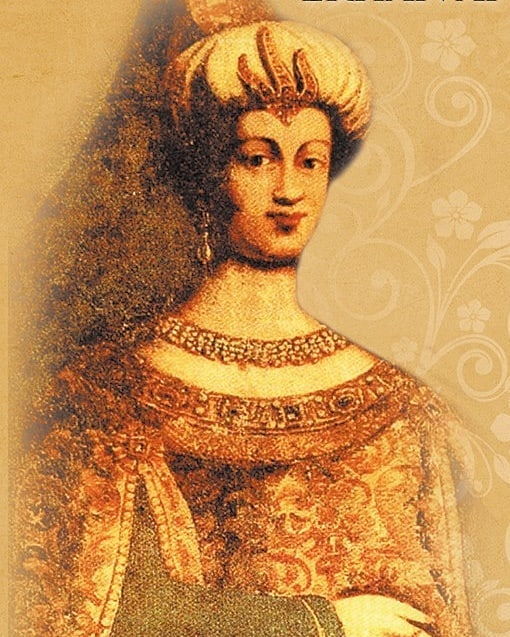
La potente Kösem Sultan

A Murad IV succedette Ibrahim I il quale si disinteressò completamente del governo, molti lo ritennero pure affetto da una malattia mentale; il governo fu tenuto dalla madre Kösem Sultan e dal gran visir Kemankeş Kara Mustafa Pascià che tuttavia verrà successivamente destituito e giustiziato agli inizi del 1644. Con la morte del gran visir e con un sultano mentalmente instabile, l'impero sprofondò nel caos: nel 1645 scoppiò la guerra di Candia contro Venezia; le finanze andarono in crisi e non fu possibile pagare regolarmente i membri dell'esercito. La situazione drammatica portò alla destituzione del sultano e al suo assassinio; salì dunque sul trono il figlio Mehmed IV di soli sei anni portando a un nuovo capitolo del “sultanato delle donne”. Il potere venne infatti detenuto dalla madre, Turhan Hatice Sultan, che era riuscita a fare uccidere la rivale Kösem Sultan, nonna del sultano. Tuttavia, non fu possibile instaurare un governo autorevole e stabile, tanto che tra il 1644 e il 1656 si succedettero ben 18 gran visir, dei quali quattro furono giustiziati e 11 destituiti. Il deficit dell'Impero raggiunse la ragguardevole cifra di 150 milioni di aspri, le rivolte tra i giannizzeri e i sipahi erano frequenti come quelle che coinvolsero i cittadini appartenenti a diverse corporazioni. Ad aggravare la situazione, gli ulema spinsero verso una politica conservatrice, rifiutando qualsiasi apertura verso la modernità e qualsiasi tentativo di riforma, aggravando lo stato di arretratezza dell'Impero che già iniziava a profilarsi.
Intanto nella guerra in corso contro Venezia l'Impero ottomano subì pesanti sconfitte: furono perse Samotracia, Lemno, Tenedo e, nel 1656, la Serenissima arrivò a bloccare lo stretto dei Dardanelli, seminando il panico a Costantinopoli per il timore di un possibile attacco alla città, con conseguente impennata dei prezzi. Il sultano, incapace di fronteggiare la situazione, decise di affidarsi a Mehmet Köprülü nominandolo gran visir, incarico che questi accettò solamente dopo aver ottenuto pieni poteri; Mehmet era il capostipite della famiglia Köprülü che vedrà ben sei suoi appartenenti divenire gran visir dell'Impero ottomano nel corso del tempo.

### L'epoca dei Köprülü

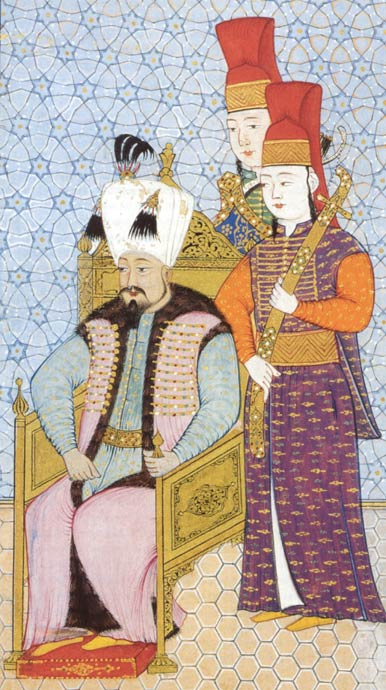
Il sultano Mehmed IV. Durante il suo regno, il potere fu affidato al gran visir Mehmet Köprülü

Il nuovo gran visir si dimostrò all'altezza del difficile compito, inaugurando, con il suo governo un periodo più che ventennale caratterizzato da una ritrovata stabilità e da un riordino amministrativo, anche a costo di un frequente ricorso alla pena di morte per sedare le rivolte. Mehmet Köprülü è anche ricordato per aver favorito la costruzione di numerosi edifici religiosi, come la Moschea di Yeni Valide a Costantinopoli. Nell'estate del 1660, un vasto incendio colpì proprio la capitale e le cui cronache raccontano della perdita di 4 000 abitanti, 28 000 case e 300 palazzi, cioè all'incirca i due terzi della città.
Prima della sua morte, avvenuta nel 1661, Mehmet riuscì a far nominare come suo successore alla carica di gran visir il figlio Fazıl Ahmed Köprülü; continuatore della politica paterna, affiancò la rigida gestione del potere a un mecenatismo verso scrittori ed artisti, tanto da essere il fondatore della biblioteca Köprülü, ancora oggi una delle più importanti della Turchia. Ma fu in politica estera che Fazıl Ahmed ottenne i suoi più limpidi successi: nel 1664 portò il sultano Maometto IV a firmare la vantaggiosa pace di Eisenburg con la quale si concluse la quarta guerra austro-turca, mentre cinque anni più tardi conquistò l'isola di Creta dopo un lunghissimo assedio. Con il trattato di Żurawno dello stesso anno l'Impero ottomano acquisisce il controllo della Podolia e sono intrecciate relazioni diplomatiche con lo zar di Russia, così come si rinnovano le capitolazioni con Francia, Inghilterra e Olanda.

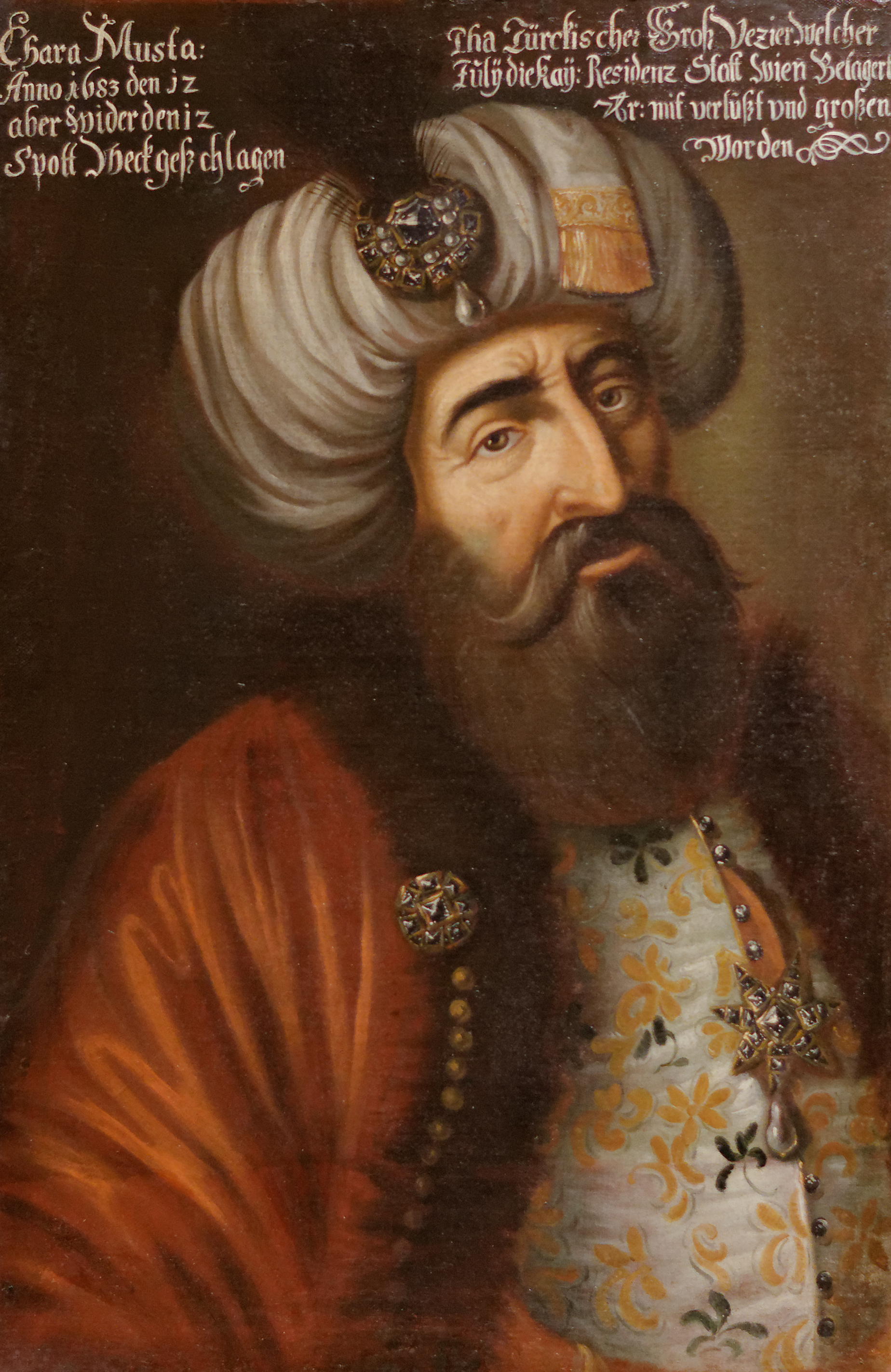
Kara Mustafa

Nel 1676 alla carica di gran visir viene nominato Kara Mustafa Pascià, descritto dagli storici come «ambizioso, autoritario, ma anche avido di denaro e profondamente xenofobo. Colpisce gli ambasciatori e i mercanti stranieri con soprusi e pesanti ammende, prendendo a pretesto ogni minimo incidente, per procurar loro difficoltà». La sua ambizione lo porterà a intraprendere campagne militari di scarso successo contro i Russi e, nel 1683, a condurre un'enorme armata di 300 000 uomini al secondo assedio ottomano di Vienna, nella guerra austro-turca. Prima dell'assalto finale, le forze ottomane furono spazzate via dagli alleati degli Asburgo nella battaglia di Vienna, tanto che il sultano Maometto IV verrà convinto a deporre Kara Mustafa e a nominare al suo posto Kara İbrahim Pascià.
Con la sconfitta di Vienna, l'Impero ottomano dovette fronteggiare una coalizione tra Paesi cristiani. In questo contesto fu combattuta tra il 1684 e il 1699 la guerra di Morea che si concluse con la perdita del Peloponneso a favore di Venezia. Nel 1687 la sconfitta occorsa nella battaglia di Mohács contro gli Asburgo, che aprì loro la conquista di Belgrado nel più ampio contesto della quinta guerra austro-turca, gettò l'Impero turco nel caos e alla sostituzione del sultano Maometto IV con il fratello Solimano II, ma sarà la nomina a gran visir dell'energico Bekri Mustafa Pascià a sedare le rivolte.
Due anni più tardi la carica di gran visir torna nelle mani della famiglia Köprülü con Fazıl Mustafa Pascià il quale, tuttavia, morirà nel 1691 durante la disastrosa Battaglia di Slankamen, ma non prima di aver imposto Ahmed II come successore di Solimano II. Sultano di scarse capacità, Ahmed muore il 6 febbraio 1693 e viene sostituito da Mustafa II di indole ben diversa. Il nuovo sultano, infatti, governa con fermezza, riduce le spese pubbliche, contrasta la galoppante inflazione, ristabilisce ordine nell'esercito e rimoderna la flotta con la quale sconfiggerà i Veneziani per ben due volte. Tuttavia, nel 1696 dovette cedere Azov allo zar Pietro il Grande e fu sconfitto pesantemente nella Battaglia di Zenta dall'esercito asburgico guidato da Eugenio di Savoia, che portò alla firma, il 26 gennaio 1699, della pace di Carlowitz con cui terminò la guerra austro-turca con la quale gli Ottomani persero vasti territori, dimostrando una decadenza oramai strutturale.

## Stagnazione e riforme (1703-1808)

### XVIII secolo: lo scontro con Austria e Russia

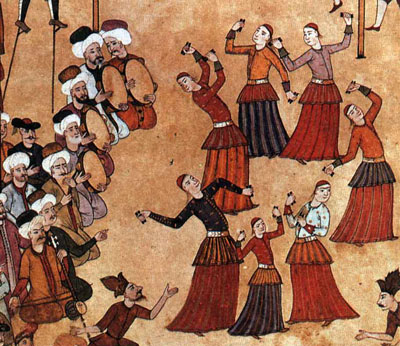
Illustrazione dal Surname-i Vehbi, un libro sui festeggiamenti per la circoncisione di tre figli del Sultano Ahmed III

Il XVIII secolo si aprì con il tentativo di cancellare la disfatta della pace di Carlowitz e con l'Impero ottomano che dichiarò, nel 1712, guerra a Venezia. La seconda guerra di Morea che ne scaturì si concluse con la pace di Passarowitz, sottoscritta dal sultano Ahmed III, con la quale i turchi rientravano in possesso dei territori persi in Grecia, ma subivano ingenti perdite nei Balcani. Il trattato segnerà anche la fine dei conflitti con la Serenissima e l'inizio di un periodo di pace tra cristiani e Ottomani.
Ben diversa fu la situazione interna. Una rivolta dei giannizzeri guidata dall'albanese Patrona Halil contro il sultano, accusato di aver tradito le tradizioni ottomane in nome di un rinnovamento, portò nel 1730 alla deposizione di Ahmed e alla sua sostituzione con il nipote Mahmud I. Nello stesso anno scoppiò una nuova guerra contro la Persia, che terminò nel 1735 con il trattato di Costantinopoli con cui gli Ottomani dovettero cedere il Caucaso senza poter reagire, in quanto già si profilava un nuovo scontro con la Russia e l'Austria. Grazie alla vittoria colta nella battaglia di Grocka, il conseguente trattato di Belgrado segnò un importante successo per gli Ottomani che riconquistarono la Serbia settentrionale, fissando i confini con l'Austria sulla linea formata dai fiumi Sava e Danubio. Nello stesso anno, l'Impero ottomano siglò anche il vantaggioso trattato di Zuhab con cui si mise fine alla lunga guerra ottomano-safavide, che riconosceva il controllo ottomano sull'Iraq.
Nel frattempo, nell'Impero furono realizzate riforme nel campo dell'educazione e della tecnologia, inclusa la fondazione di istituti di istruzione superiore come l'Università tecnica di Istanbul. Nel 1734 nacque una scuola di artiglieria per adeguarsi ai metodi di artiglieria occidentali, ma il "clero" musulmano ne ottenne la chiusura, accampando argomentazioni di teodicea, tanto che nel 1754 la scuola fu riaperta, ma in segreto. Nel 1726, Ibrahim Muteferrika convinse il gran visir Nevşehirli Damat İbrahim Pascià, il Gran Mufti e le autorità religiose dell'efficienza della stampa, e più tardi il sultano Ahmed III garantì a Muteferrika il permesso di pubblicare libri di argomento profano (nonostante l'opposizione di alcuni calligrafi e leader religiosi). La stampa di Muteferrika pubblicò il primo libro nel 1729 ed entro il 1743 aveva prodotto 17 lavori in 23 volumi, ciascuno tra le 500 e le 1 000 copie.

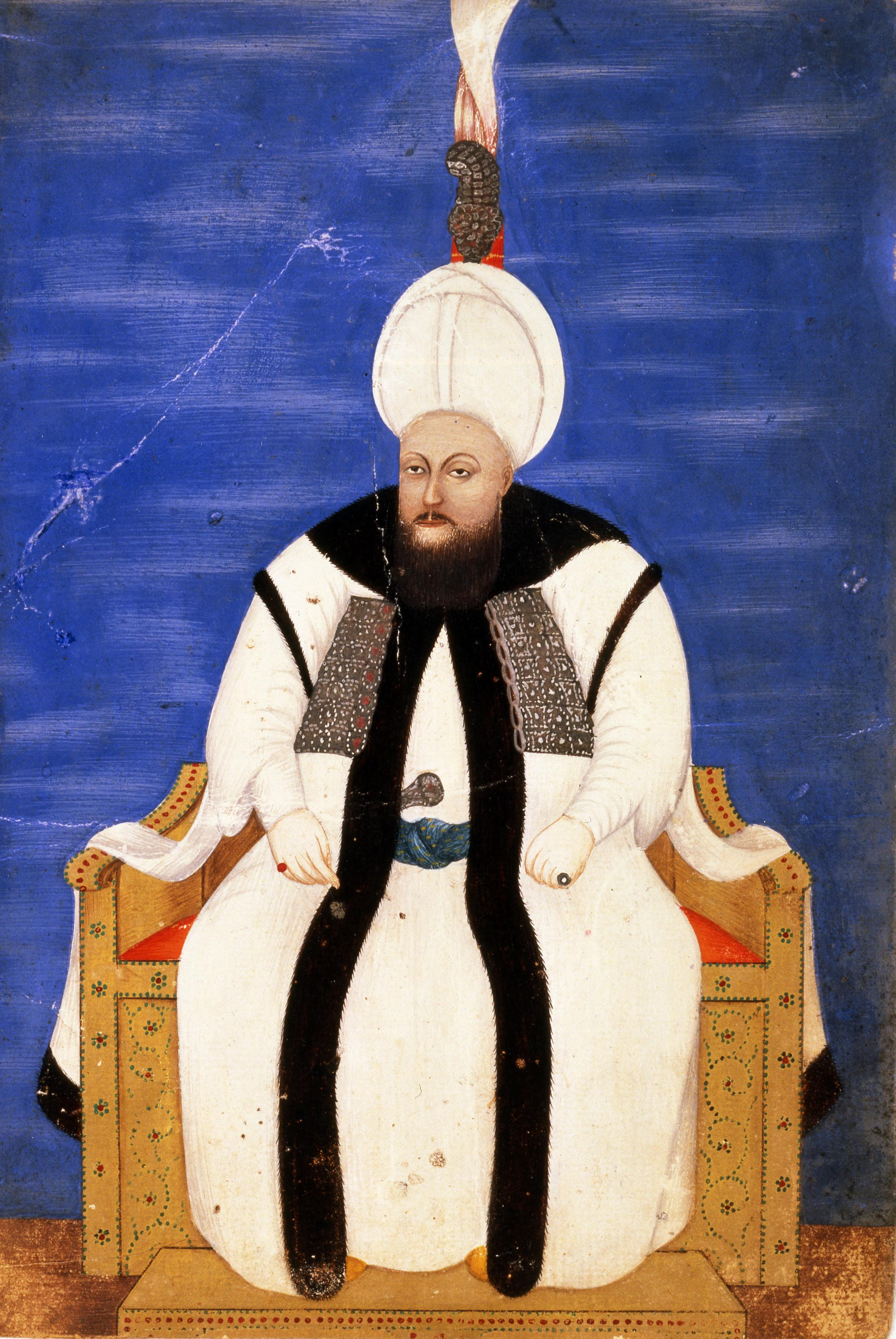
Il sultano Mustafa III, detto l'"Innovatore"

Negli anni successivi, il governo ottomano poté concentrarsi maggiormente nella riorganizzazione interna, favorita dalla pace con i paesi europei impegnati in una serie di conflitti tra di loro (guerra di successione austriaca e Guerra dei sette anni). Nel 1754 Osman III era divenuto il nuovo sultano e il suo breve regno venne caratterizzato da una crescente intolleranza verso i non musulmani. Nel 1757 venne sostituito dall'energico Mustafa III, che cercò di modernizzare l'esercito e l'apparato statale dell'impero, per riportarlo ai livelli delle potenze dell'Europa occidentale. Negli ultimi anni della sua vita non poté comunque evitare una nuova guerra contro la Russia che costò la perdita della Crimea, conquistata nel 1769 dalle ben più forti truppe russe di Caterina la Grande. L'anno seguente, inoltre, la flotta ottomana venne distrutta nella battaglia di Chio. Nel 1772 iniziarono le trattative per mettere fine al conflitto che sfociò nella firma, il 21 luglio 1774, da parte del nuovo sultano Abdül Hamid I del trattato di Küçük Kaynarca, con cui l'impero cedette alla Russia vari territori e le riconosceva il diritto di protezione sugli abitanti di fede ortodossa. In margine a ciò va però ricordato che, nel trattato, la cancelleria ottomana impiegò senza alcuna obiezione interna e internazionale la titolatura di califfo per il sultano ottomano, funzione già di fatto espressa comunque fin dal 1517, dopo la vittoria di Selim I a spese del sultanato mamelucco.

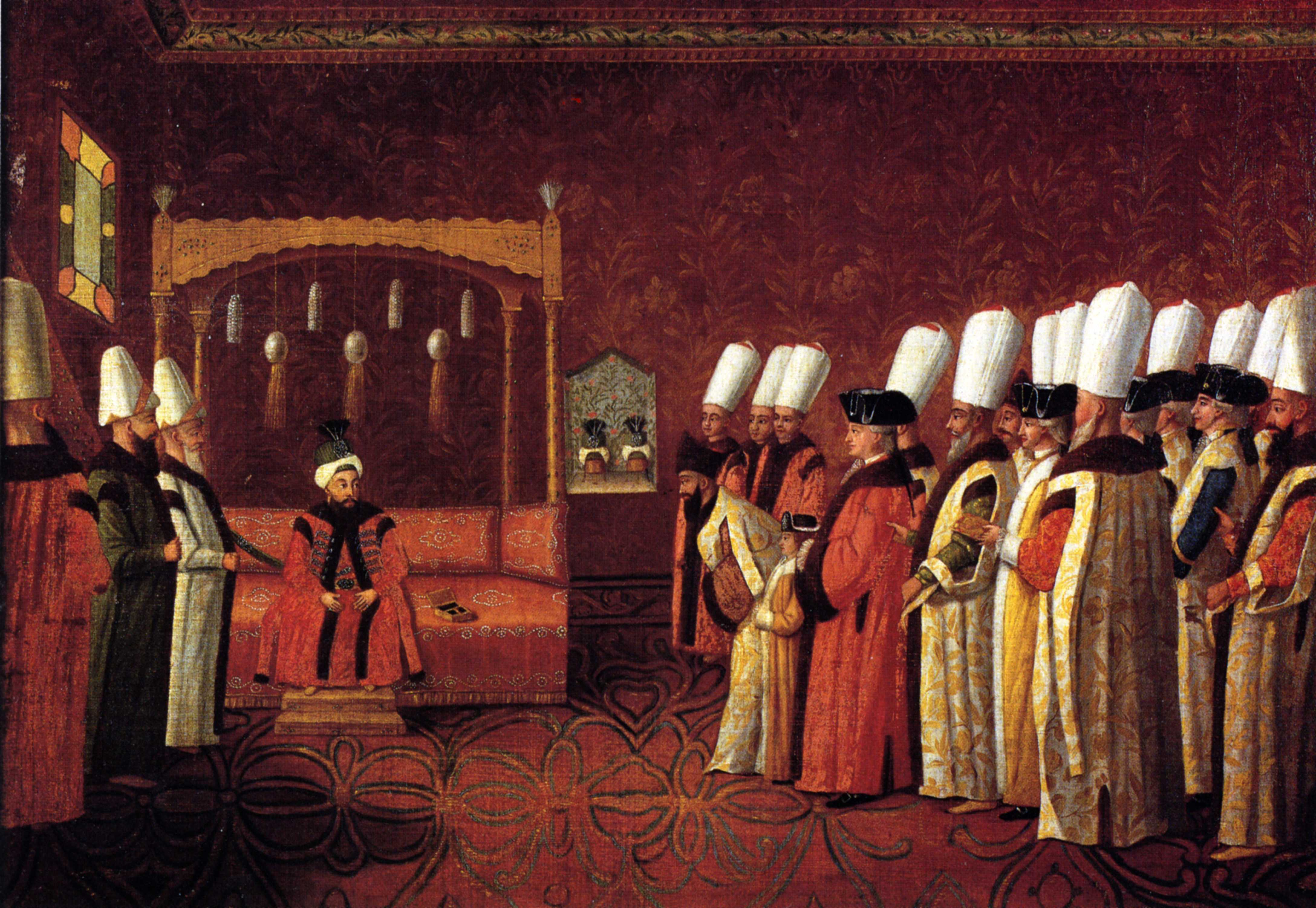
L'ambasciatore olandese Frédéric Gilbert van Dedem van Gelder viene ricevuto dal sultano Abdül Hamid I

Le numerose sconfitte convinsero il sultano Abdül Hamid dell'esigenza di riformare l'impero e pertanto scelse gran visir che condividessero questa urgenza. Il governo ottomano, inoltre, accusava una sostanziale perdita di autorità nelle provincie dell'impero dove notabili locali gestivano il potere in maniera quasi indipendente. Il sultano scelse di non utilizzare la forza ma di operare compromessi per riformare il suo impero. Tentò di rimodernare l'esercito, creando una artiglieria più evoluta e conferendo a Cezayirli Gazi Hasan Pasha l'incarico di riorganizzare la flotta. Vengono inoltre chiamati diversi tecnici dall'occidente, in particolare francesi, nell'auspicio di colmare il divario tecnologico con l'Europa, ma suscitando critiche dalle frange più tradizionaliste dell'impero. Per rilanciare l'economia e la cultura viene favorito l'artigiano locale e la pubblicazione di libri, quest'ultima una attività in passato spesso osteggiata dagli ulema.

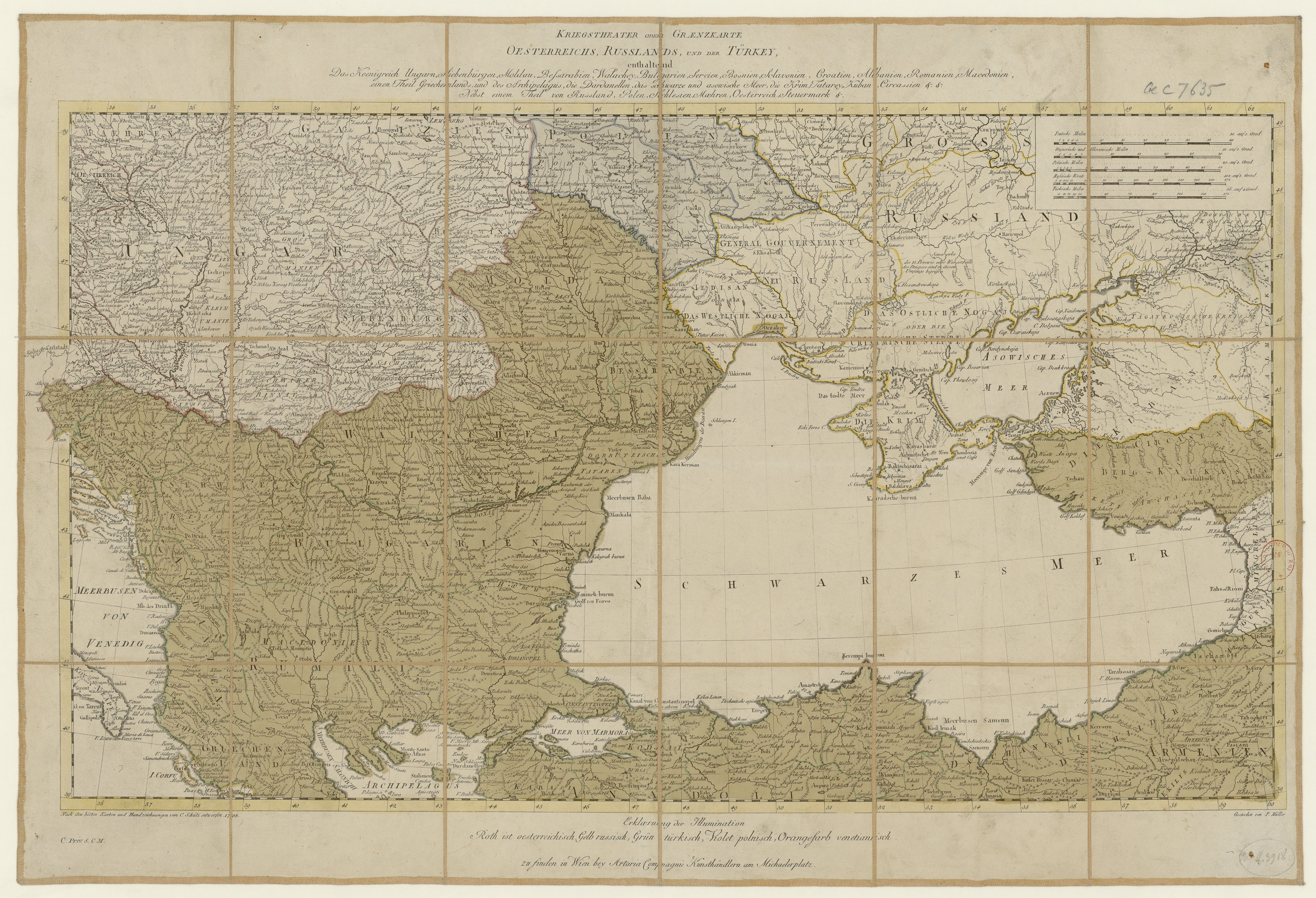
I confini settentrionali dell'impero ottomano nel 1788

Nonostante l'impegno di Abdül Hamid, le riforme appaiono insufficienti a invertire la rotta verso la decadenza, tanto che Russia, Austria e Venezia progettano di smembrare e spartirsi l'impero oramai indebolito e tali ambizioni sono fermante solo dall'Inghilterra e dalla Prussia, che si schierano a fianco degli ottomani, dando inizio a una serie di ingerenze straniere che indeboliranno, nel corso del tempo, ancora di più il governo di Costantinopoli. Nel 1784, il sultano firmò il trattato di Aynalıkavak con cui l'impero ottomano perse la Crimea ma, nel tentativo di riconquistarla, dichiarò tre anni più tardi una nuova guerra contro la Russia. Abdül Hamid non poté vedere la fine del conflitto, essendo morto il 7 aprile 1789, ma toccò al suo successore Selim III firmare il trattato di Iași con cui si mise fine alle ostilità con una sconfitta per gli ottomani, che videro le loro frontiere con la Russia stabilirsi sul fiume Kuban', circa lo status quo ante guerra.

### Il tentativo di riforma di Selim III e i colpi di Stato

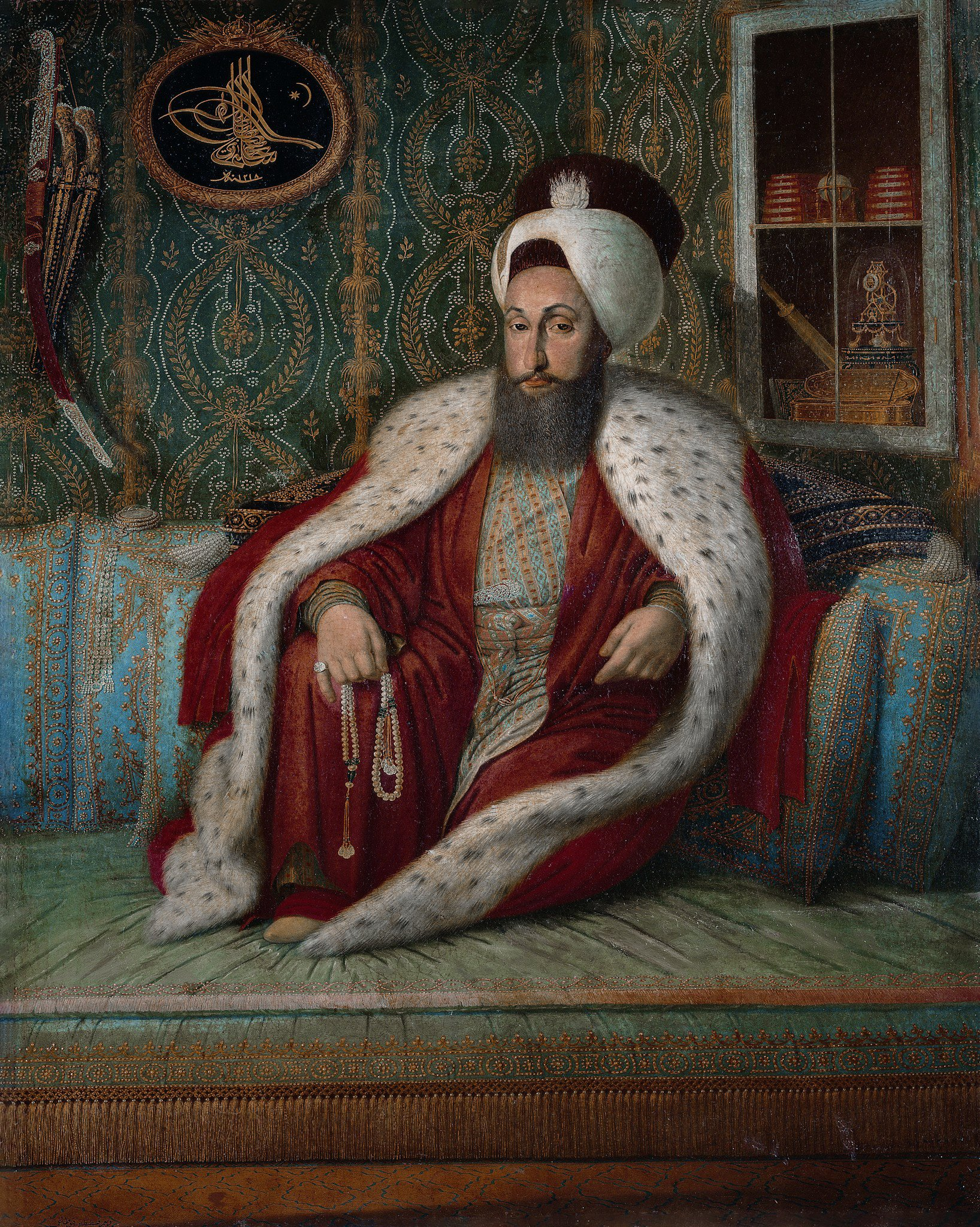
Ritratto del sultano Selim III

Selim III fu un sultano che dimostrò «una volontà di rinnovamento dello stato ottomano che fa di lui il vero precursore dei sultani e dei grandi riformatori del XIX secolo», tanto da essere annoverato da taluni tra i monarchi illuminati. Tra le sue prime riforme vi fu quella dei giannizzeri, a cui si impose una nuova gerarchia, un addestramento obbligatorio, un reclutamento e uno stipendio maggiormente basati sulla meritocrazia. Anche ai Sipahi vennero imposte delle riforme. Tuttavia, il conservatorismo di questi potenti corpi militari frenò l'introduzione di queste novità, spingendo il risoluto sultano a istituire un nuovo corpo armato, i Nizam-ı Jedid, addestrati all'europea da ufficiali europei, con l'intento di sostituire i giannizzeri. In ambito civile, Selim interviene marginalmente ma favorisce la diplomazia con le potenze europee; dimostrò di apprezzare le idee illuministiche e della Rivoluzione francese, interrompendo, tuttavia, i rapporti diplomatici con la Francia quando Napoleone Bonaparte invase l'Egitto nel 1798.
Il regno di Selim fu, tuttavia, segnato dalle rivolte interne nelle province, come quella dei Wahhabiti in Arabia che volevano imporre una visione religiosa ultraconservatrice, e quelle in Anatolia, Siria, Palestina, Bulgaria, Serbia e Albania che miravano all'indipendenza. Nel 1807 Selim decise di negoziare con i giannizzeri in rivolta ma una fatwā emessa l'anno successivo dallo Sheikh ul-Islam portò alla sua cattura e all'insediamento del cugino Mustafa IV, dando inizio ai colpi di Stato ottomani del 1807-1808. Selim non si arrese e un suo sostenitore, Alemdar Mustafa Pascià radunò un'armata di 40 000 uomini e marciò sulla capitale. L'azione non ebbe il successo sperato e si concluse con l'esecuzione del deposto Selim e dello stesso Alemdar Mustafa. Le riforme volute da Selim vennero abolite dal suo successore, il debole Mustafà IV, il cui regno durò assai poco, essendo deposto e rimpiazzato nel 1808 dal fratello Mahmud II per poi essere messo a morte il 15 novembre.

## Declino e modernizzazione (1808-1908)

### Mahmud II e letanzimat

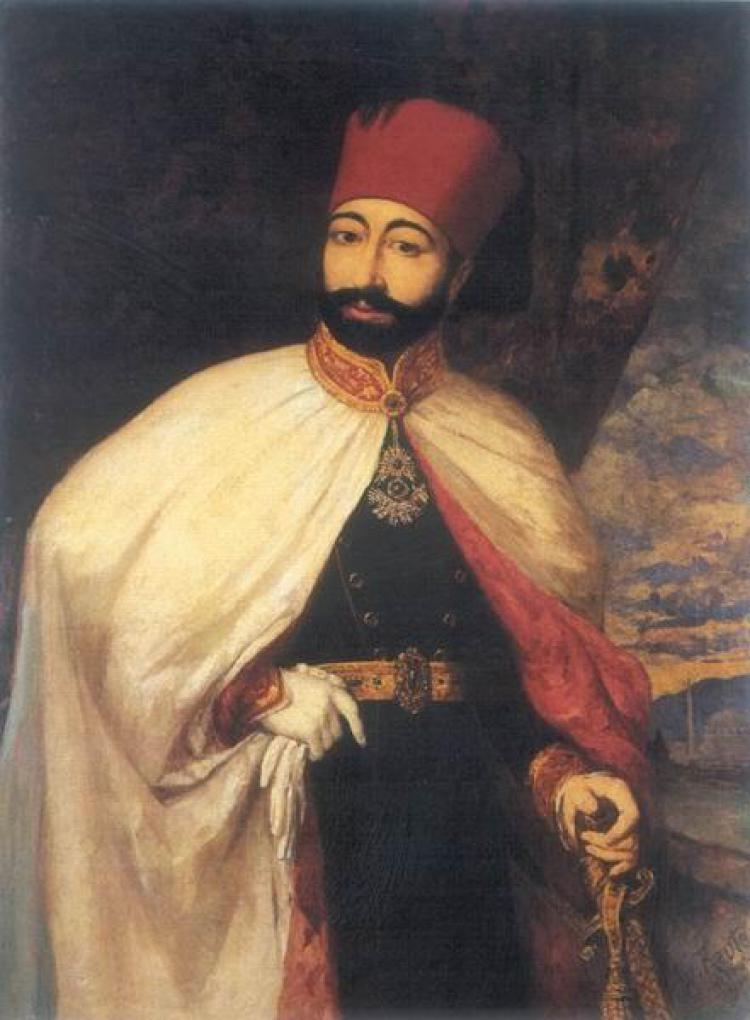
Il sultano Mahmud II

Una volta divenuto sultano, Mahmud II dovette affrontare diversi conflitti. Inizialmente colse un prestigioso successo sconfiggendo nella guerra ottomano-saudita i wahhabiti dell'emirato di Dirʿiyya, permettendo alla Sublime Porta di riconquistare il potere sulla penisola arabica. L'esito invece fu diverso quando l'Impero dovette affrontare, tra il 1821 e il 1823, la guerra d'indipendenza greca, in cui perse il Peloponneso, le Isole Saroniche, le Cicladi e la Grecia continentale. Negli stessi anni la guerra ottomano-persiana del 1821-1822 si concluse anch'essa a sfavore degli Ottomani, che dovettero rinunciare alle pretese sull'Azerbaigian persiano.
Nel 1826 Mahmud intraprese con successo quella modernizzazione dell'esercito che era costata la vita a Selim III. Per prima cosa, senza dichiarare apertamente lo scontro contro i giannizzeri, decide di far addestrare un nuovo corpo dell'esercito nella maniera più simile a come veniva fatto per i soldati occidentali. Alle minacciose proteste dei giannizzeri, che temevano la loro abolizione, il sultano rispose ordinando il 13 giugno all'artiglieria di fare fuoco sulla oramai ex truppa di élite dell'impero. Le caserme dei giannizzeri vennero date alle fiamme, i loro capi passati per le armi; il risultato fu una carneficina. L'episodio passò alla storia come l'"incidente di buon auspicio" e si concluse con l'abolizione ufficiale dei giannizzeri avvenuta il 17 giugno.

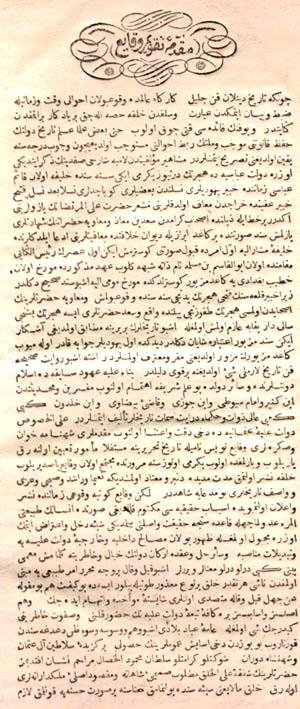
Pagina del giornale Takvim-i Vekayi

Tutto l'impero fu presto investito dal nuovo corso di modernizzazione ed europeizzazione: a partire dal 1826 fu imposto all'esercito e agli impiegati statali di abbandonare il tradizionale turbante e di adottare il fez di pannò rosso; i palazzi delle principali città assunsero un aspetto sempre più europeo; nel 1831 iniziarono le pubblicazioni del Takvim-i Vekayi, il primo giornale ottomano; nel 1836 furono istituiti i Ministeri dell'Interno, della Giustizia e del Tesoro; nello stesso anno fu istituito un sistema di quarantena per prevenire le frequenti epidemie di peste; tra il 1830 e il 1850 a Costantinopoli iniziarono a lavorare fabbriche statali dotate di macchine a vapore; i frequenti contatti con Parigi comportano la sostituzione del persiano con il francese come lingua delle classi più elevate. Tutte queste riforme furono solo l'antefatto di un progetto ben più ampio, che Mahmud II poté solo inaugurare, noto con il nome di tanzimat che, iniziato ufficialmente nel 1839 si concluderà nel 1876.
Nel 1839, il viceré d'Egitto, insoddisfatto per il suo parziale controllo della Siria, dichiarò guerra nuovamente agli Ottomani. Mahmud II ordinò di avanzare verso la frontiera siriana ma vennero fermati nella battaglia di Nezib. Mahmud II morì di tubercolosi pochi giorni dopo la disastrosa sconfitta delle sue truppe. A lui succedette il figlio sedicenne, Abdülmecid I, subito costretto ad allacciare contatti diplomatici con la Gran Bretagna per salvare il trono. La necessaria apertura verso la Gran Bretagna si rivelò tuttavia negativa per l'autonomia dell'impero che si ritroverà sempre di più a dipendere dalle potenze straniere, sia in campo militare sia economico, fino alla sua completa disgregazione. Ad esempio, un accordo commerciale con la Gran Bretagna, stipulato nel 1838, causò una crisi senza precedenti per gli artigiani locali non in grado di competere con le merci occidentali.
Il periodo delle tanzimat, dunque, continuò sotto i successori di Mahmud ma ciò fu possibile soprattutto grazie ad alcuni abili gran visir come Koca Mustafa Reşid Pascià, Mehmed Emin Rauf Pascià e Mehmed Alì Pascià, che governarono tra il 1839 e il 1876. Vengono introdotte la carta moneta, l'inno nazionale, la bandiera; nasce l'università. Venne riformato il sistema bancario, depenalizzata l'omosessualità, la legge religiosa sostituita con la legge laica (nel 1850 entrò in vigore un codice commerciale di ispirazione francese) e le vecchie corporazioni evolsero in fabbriche moderne. Il 23 ottobre 1840 venne istituito il Ministero delle Poste ottomano. Con il Hatt-ı Hümayun del 1856 vengono aboliti i millet, le comunità autonome all'interno dell'impero, sancendo l'uguaglianza davanti alla legge delle varie confessioni religiose.
La popolazione cristiana dell'Impero, grazie alla sua istruzione superiore, iniziò a crescere di importanza rispetto alla maggioranza musulmana, portando a risentimenti da parte di quest'ultima. Nel 1861 c'erano 571 scuole primarie e 94 secondarie dedicate ai cristiani ottomani, a cui partecipavano un totale di 140 000 alunni, un numero di molto superiore rispetto ai bambini musulmani che frequentavano la scuola nello stesso periodo, i quali erano ulteriormente ostacolati dal tempo che erano costretti a impiegare per studiare l'arabo e la teologia islamica. A loro volta, i livelli di istruzione superiore permisero ai cristiani di ricoprire ruoli più importanti nell'economia e nella dirigenza dell'impero, contribuendo a influenzare i cambiamenti in atto. Nel 1911, delle 654 compagnie all'ingrosso operanti a Istanbul, 528 erano di proprietà di Greci.

### La guerra di Crimea

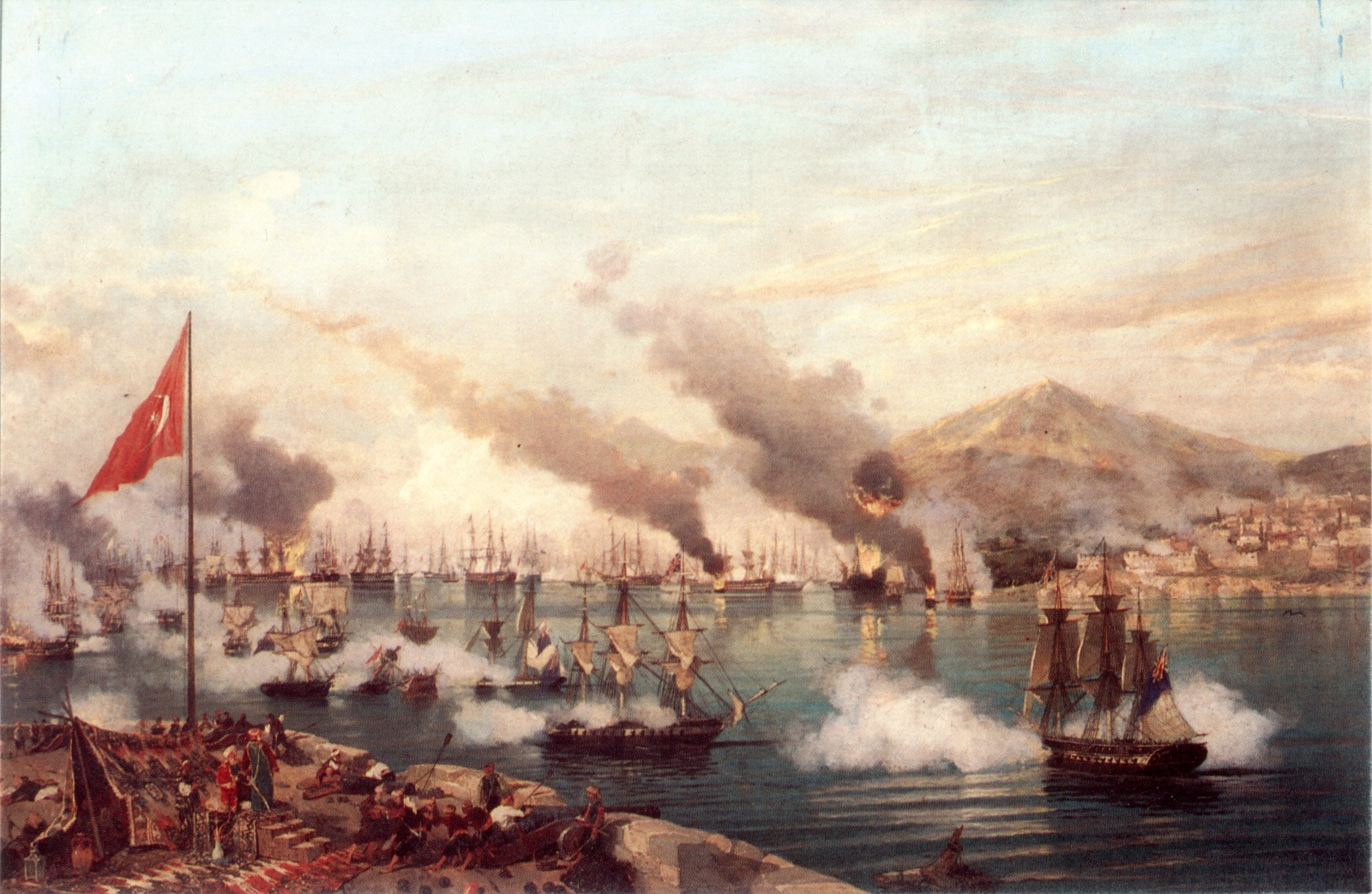
La battaglia di Navarino, un evento della guerra di Crimea

Proseguirono intanto la frizioni con l'impero russo. I turchi già nel 1739 avevano perso Azov e di Zaporižžja in Ucraina.
La guerre tra i due paesi proseguirono nel 1806-1812 e nel 1828-1829.
La guerra di Crimea (combattuta tra il 1853-1856) fu una delle maggiori campagne militari tra le potenze europee per porre la propria influenza sui territori dell'Impero ottomano oramai chiaramente in declino e che rischiava di vedere i russi fino a Costantinopoli. Nell'ottobre 1853 l'Impero ottomano dichiarò guerra a quello russo e avanzò sul Danubio, ma la flotta turca fu presto distrutta al porto di Sinope. Allora nel marzo 1854 la Francia e la Gran Bretagna dichiararono guerra alla Russia e dopo alcuni mesi sbarcarono in Crimea.
I russi persero Sebastopoli, loro principale porto nel mar Nero, nel settembre 1855.
La caduta di Sebastopoli permise alle forze turche di soccorrere i contingenti assediati in Anatolia orientale, mentre rinforzi ottomani sbarcavano a Trebisonda.
L'onere finanziario della guerra portò intanto lo Stato ottomano a richiedere, il 4 agosto 1854, prestiti esteri per un importo di 5 milioni di sterline. La guerra causò un esodo dei tatari di Crimea, circa 200 000 dei quali si trasferirono nell'Impero ottomano nel corso di continue ondate di emigrazione.
Con la sconfitta zarista nel 1856 fu decisa dai vincitori l'autonomia di Moldavia e Valacchia che, liberate dal protettorato russo, rimanevano formalmente nell'Impero ottomano al quale venne anche assicurata l'integrità territoriale. Il Mar Nero fu neutralizzato, senza quindi flotte russe e turche.
Mentre l'Impero ottomano tentava di modernizzare le sue infrastrutture e istituzioni, gli si aprì davanti un diverso tipo di minaccia, ovvero quella dei creditori. In effetti, come ha scritto lo storico Eugene Rogan, «la più grande minaccia all'indipendenza del Medio Oriente» nel XIX secolo «non erano gli eserciti d'Europa ma le sue banche». Lo Stato ottomano, oberato dai debiti contratti per finanziare la guerra di Crimea, fu costretto a dichiarare bancarotta nel 1875. Sei anni più tardi dovette accettare di far controllare il proprio bilancio da un'istituzione, nota come “amministrazione del debito pubblico ottomano”, composta da europei alla cui presidenza si alternavano francesi e britannici. Tale istituto controllava parte del sistema economico ottomano facendo ricorso alle sue prerogative per garantire gli interessi europei, spesso a scapito di quelli ottomani.

### L'autocrazia di Abdul Hamid II e l'inizio della disgregazione

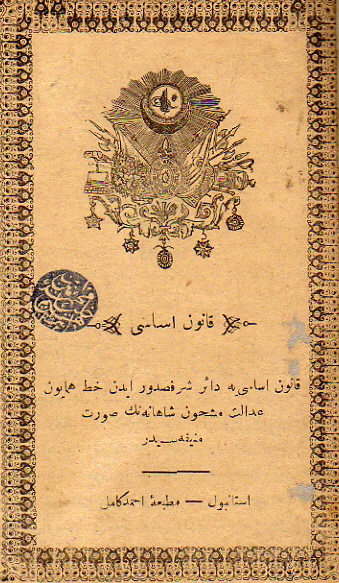
Costituzione del 1876

A partire dal 1871, il sultano Abdul Aziz impresse al paese una svolta reazionaria, rifiutando formalmente la concessione di una costituzione, una linea politica largamente contestata dal movimento dei Giovani ottomani. Nello stesso periodo, l'impero conobbe una profonda crisi dovuta anche alla fortissima penetrazione economica delle potenze europee. A causa di tutto ciò, il 28 maggio 1876 Abdul Aziz venne deposto e pochi giorni dopo fu trovato morto, ufficialmente per suicidio. A lui succedette il nipote Murad V, il cui regno durò solo 93 giorni prima di essere anch'egli deposto a causa di una presunta malattia mentale.
Il 31 agosto del 1876 Abdul Hamid II divenne il nuovo sultano ottomano, l'ultimo con poteri assoluti e colui che ritardò di alcuni decenni la modernizzazione della Turchia, con i suoi metodi autocratici e talvolta spietati nei rapporti con i separatisti. Per la sua indecisione in politica estera, sotto di lui l'impero andò progressivamente verso una inarrestabile disgregazione. Con la salita al sultanato di Abdul Hamid il periodo riformista raggiunse il culmine con la promulgazione della Costituzione del 1876, chiamata Kanûn-u Esâsî; tuttavia questa prima esperienza costituzionale turca durò poco; infatti solo due anni dopo il sultano la sospese.

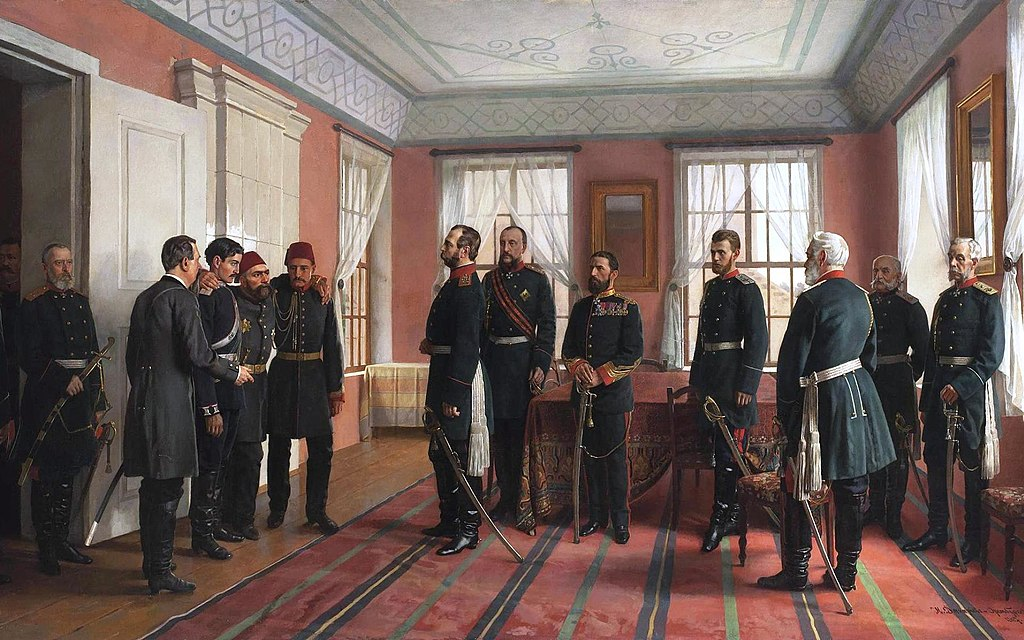
La resa di Osman Pascià (a sinistra) ferito, ricevuto dallo zar Alessandro II nella guerra russo-turca del 1878

Nel 1876 i bashi-bazouk ottomani repressero brutalmente la rivolta bulgara arrivando a massacrare circa 100 000 persone.
Due anni dopo, nel 1878, terminò l'ennesima guerra russo-turca con una sconfitta schiacciante dell'impero ottomano. Di conseguenza, i possedimenti ottomani in Europa si restrinsero drasticamente: la Bulgaria divenne un principato indipendente all'interno dell'Impero; la Romania raggiunse la piena indipendenza; anche Serbia e Montenegro ottennero l'indipendenza, ma con territori più piccoli. Nello stesso anno, l'Impero austro-ungarico occupò unilateralmente le province ottomane di Bosnia-Erzegovina e Novi Pazar.
Il Primo ministro britannico Benjamin Disraeli, in occasione del Congresso di Berlino del 1878, chiamato a rivedere i confini dell'Europa dell'est, sostenne il ripristino dei territori ottomani nella Penisola balcanica e, in cambio, alla Gran Bretagna venne concessa l'amministrazione di Cipro. Quattro anni più tardi, la stessa Gran Bretagna inviò truppe in Egitto per reprimere la rivolta di 'Orabi, in quanto il sultano Abdul Hamid II non era dimostrato sufficientemente risoluto per mobilitare il proprio esercito, spaventato dalla possibilità che scoppiasse un colpo di Stato, che gli facesse perdere di fatto il controllo di entrambi i territori. Abdul Hamid II era così spaventato dalla minaccia di un possibile colpo di Stato, che non permetteva alle forze armate di condurre sostanziali addestramenti, per timore che ciò potesse servire come copertura per un'azione sovversiva. Nel 1883 arrivò una missione militare tedesca, comandata dal generale Colmar von der Goltz, chiamata per addestrare l'esercito ottomano, dando vita alla cosiddetta "generazione Goltz", un gruppo di ufficiali addestrati in Germania che successivamente svolsero un decisivo ruolo nella politica estera degli ultimi anni dell'impero.
Dal 1894 al 1896, il governo ottomano si macchiò dei massacri hamidiani, l'uccisione di un numero imprecisato di armeni, stimato tra i 100 000 e 300 000, che vivevano nell'impero, un'azione che è considerata il primo atto del genocidio armeno.

### Giovani turchi e secondo periodo costituzionale

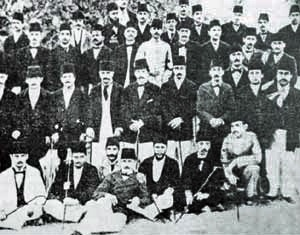
Il I congresso dei Giovani Turchi a Parigi, 1902

I “Giovani Turchi” (ufficialmente noti con il nome di "Comitato per l'Unione e il Progresso") fu un movimento composto da intellettuali e ufficiali dell'esercito che si prefiggeva l'obiettivo di trasformare l'impero, considerato economicamente e socialmente molto arretrato, in una moderna monarchia costituzionale. I primi loro moti risalivano già al 1889 ma erano stati soffocati con facilità e i suoi membri perseguitati dalla polizia del sultano; molti esponenti dovettero trovare rifugio all'estero.
Divisi in cellule indipendenti, quella di Salonicco poté crescere di influenza grazie a un minor regime di censura. Tra gli appartenenti si annoverava anche colui che diverrà il padre della Turchia Moderna: Mustafa Kemal Atatürk. Da Salonicco la loro propaganda si diffuse velocemente per tutto l'Impero fino ad arrivare all'estate del 1908, quando alcuni ufficiali aderenti al movimento marciarono con i loro reparti contro Istanbul, trovando una flebile resistenza e costringendo il sultano Abdul Hamid II a ripristinare, il 24 luglio, la costituzione del 1876. Tra i festeggiamenti della popolazione, venne inoltre abolita la censura, liberati i detenuti politici e indette per l'autunno le elezioni del Parlamento. Nonostante il sultano mantenesse ancora la sua carica, il potere era detenuto dal “Comitato Unione e Progresso” guidato da tre uomini appartenenti al movimento rivoluzionario. Le elezioni si tennero poi come promesso, tra i festeggiamenti della popolazione, e il nuovo Parlamento poté insediarsi il 17 dicembre.

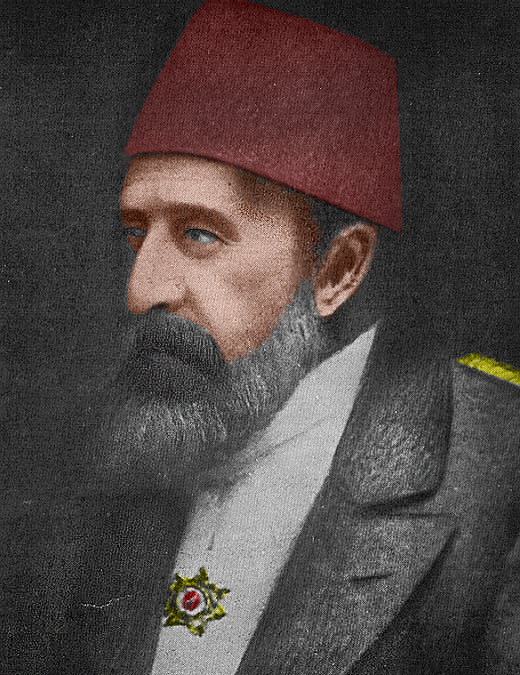
Il sultano Abdul Hamid II. Venne deposto il 27 aprile 1909

Nel frattempo, a Costantinopoli andava ad affermarsi un movimento integralista guidato da un predicatore, Alì il Cieco, che il 7 ottobre 1908 arrivò a condurre una moltitudine di cittadini a chiedere al sultano il ritorno all'ortodossia religiosa e il ripristino della Sharīʿa, la legge islamica. A novembre venne pubblicato un giornale integralista, il 3 aprile dell'anno seguente aprì la “Società di Maometto” con il supporto di molti sufi e imam, tra il 12 e il 13 aprile l'esercito si ammutinò e chiese anch'esso la Sharīʿa. La controrivoluzione degli integralisti ebbe inizialmente successo, tanto che il sultano nominò un nuovo governo, affidato al gran visir Ahmed Tevfik Pascià.
Il nuovo governo integralista non ebbe però vita lunga; immediatamente il generale Mahmut Şevket Pascià al comando di un esercito partì da Salonicco e, tra il 23 e il 24 aprile, arrivò a Costantinopoli dove occupò le caserme e mise fine alla controrivoluzione. Il sultano Abdul Hamid fu accusato di insurrezione e, nonostante le sue difese, fu esautorato e mandato in esilio a Salonicco.
Al suo posto venne messo il fratello Mehmet V, considerato più liberale e quindi maggiormente gradito ai Giovani Turchi; il suo ruolo era comunque privo di potere effettivo: le decisioni venivano in realtà prese da alcuni membri del governo ottomano e in particolare dai cosiddetti "Tre Pascià", Ismail Enver, Mehmed Talat e Ahmed Djemal.
A questo punto, il governo dei Giovani Turchi poteva dirsi consolidato e iniziò a essere messo in pratica quel programma di modernizzazione che aveva ispirato il movimento. Nel 1909 fu vietata la schiavitù (tuttavia rimase praticata per almeno un altro ventennio); nel 1910 abolite le corporazioni; vennero aperte fabbriche, cementifici, mulini e cantieri marittimi; nel 1911 a Costantinopoli arrivò la distribuzione dell'energia elettrica e venne fondata la prima società telefonica. Tra il 1910 e il 1912 sorsero i primi sindacati e vi furono i primi scioperi che portarono all'aumento dei salari. Nonostante alcune resistenze, la progressiva occidentalizzazione continuò, tanto che si iniziò a proporre di sostituire l'alfabeto arabo con quello latino. La condizione delle donne, ancora soggette a forme di segregazione, andò incontro a un inizio di emancipazione: nel 1911 venne inaugurato il primo liceo femminile, nel 1913 nacquero le prime organizzazioni femminili.

## Dissoluzione (1908-1922)

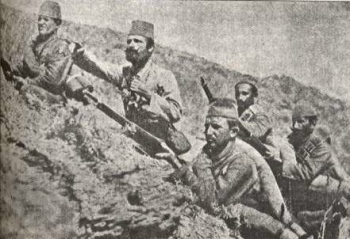
Truppe ottomane schierate sul confine con il Montenegro nel corso della prima guerra balcanica

### Rovesci militari
Il nuovo regime tentò quindi di modernizzare il paese, ma non riuscì a evitare il suo progressivo indebolimento sulla scena internazionale. Nel 1911 il Regno d'Italia governato da Giovanni Giolitti iniziò una guerra per il possesso delle regioni ottomane della Tripolitania e della Cirenaica. Durante le fasi del conflitto, nel 1912, la marina italiana arrivò a bloccare lo stretto dei Dardanelli. Il conflitto si risolse con la pace di Losanna, con la quale gli Ottomani cedevano il territorio tripolitano e cirenaico all'Italia, mantenendo però una equivoca sovranità religiosa sulle popolazioni musulmane del luogo.
Il governo ottomano si trovò in grave difficoltà anche sul fronte interno, infuocato dai difficili rapporti con le popolazioni europee ancora sottomesse, che si coalizzarono rapidamente contro di loro. In questo scenario, il 17 ottobre 1912 scoppiò la Prima guerra balcanica che in breve rappresentò un disastro per i turchi, che persero quasi tutte le loro province in Europa. I greci conquistarono Salonicco, il 15 novembre l'armata bulgara aveva occupato la Tracia con Edirne, il 28 novembre l'Albania dichiarava la propria indipendenza. All'impero non restava che una piccola striscia della Tracia orientale.

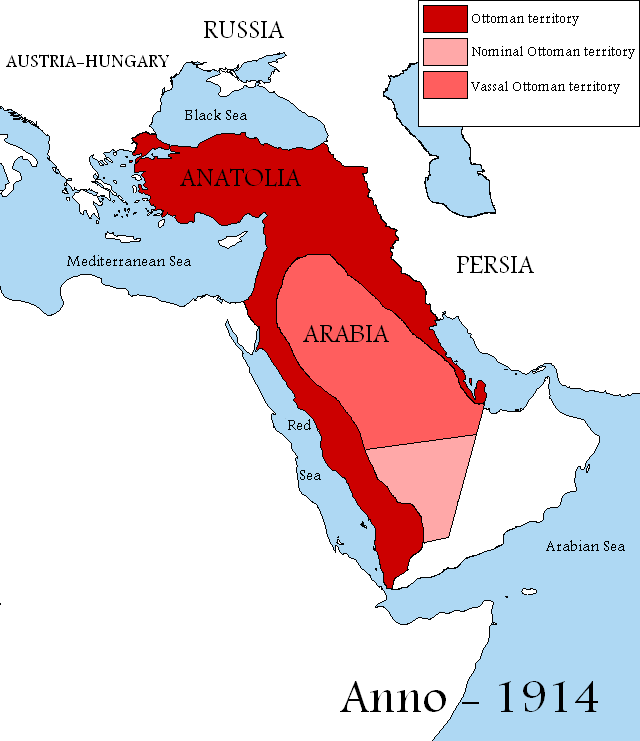
Mappa dell'Impero Ottomano nel 1914, alla vigilia della Grande Guerra

L'esercito ottomano, sconfitto, dovette ripiegare in patria insieme a oltre 400 000 profughi; a Costantinopoli la moschea di Solimano servì da campo di accoglienza, quella di Fatih divenne un ospedale militare, Santa Sofia accolse i malati di colera. L'anno seguente però, con la Seconda guerra balcanica, i turchi entrarono in guerra insieme a Grecia, Serbia e Romania contro la Bulgaria e, dopo la vittoria, riottennero la Tracia orientale con Edirne, con la quale potevano controllare gli stretti del Bosforo e dei Dardanelli. La debolezza delle strutture militari spinse i vertici del governo turco a rafforzare e ammodernare le loro risorse militari; in particolare il gran visir Mahmut Şevket Pascià dette impulso a tali riforme. Ma venne fermato l'11 giugno 1913, quando fu vittima di un attentato mentre si muoveva per la capitale a bordo della sua automobile.
La progressiva dissoluzione dell'Impero non riguardava soltanto le province europee: anche i possedimenti nel mondo arabo si andavano sgretolando. Il controllo del Nordafrica era stato poi già da tempo perduto: la Francia aveva occupato l'Algeria sin dal 1830 e la Tunisia dal 1882; nello stesso anno i britannici avevano sottoposto a protettorato l'Egitto, e infine - come appena detto - il Regno d'Italia aveva conquistato la Tripolitania e la Cirenaica. Nel frattempo, il deputato a La Mecca aveva già preso contatti con l'Inghilterra per preparare l'indipendenza della penisola arabica, mentre altre province perseguivano gli stessi obiettivi.
Nel 1914, alla vigilia della Grande Guerra, l'Impero ottomano controllava ancora la Siria, il Libano, la Palestina e i territori comprendenti la Giordania, l'Iraq e la Penisola arabica.

### La Grande Guerra

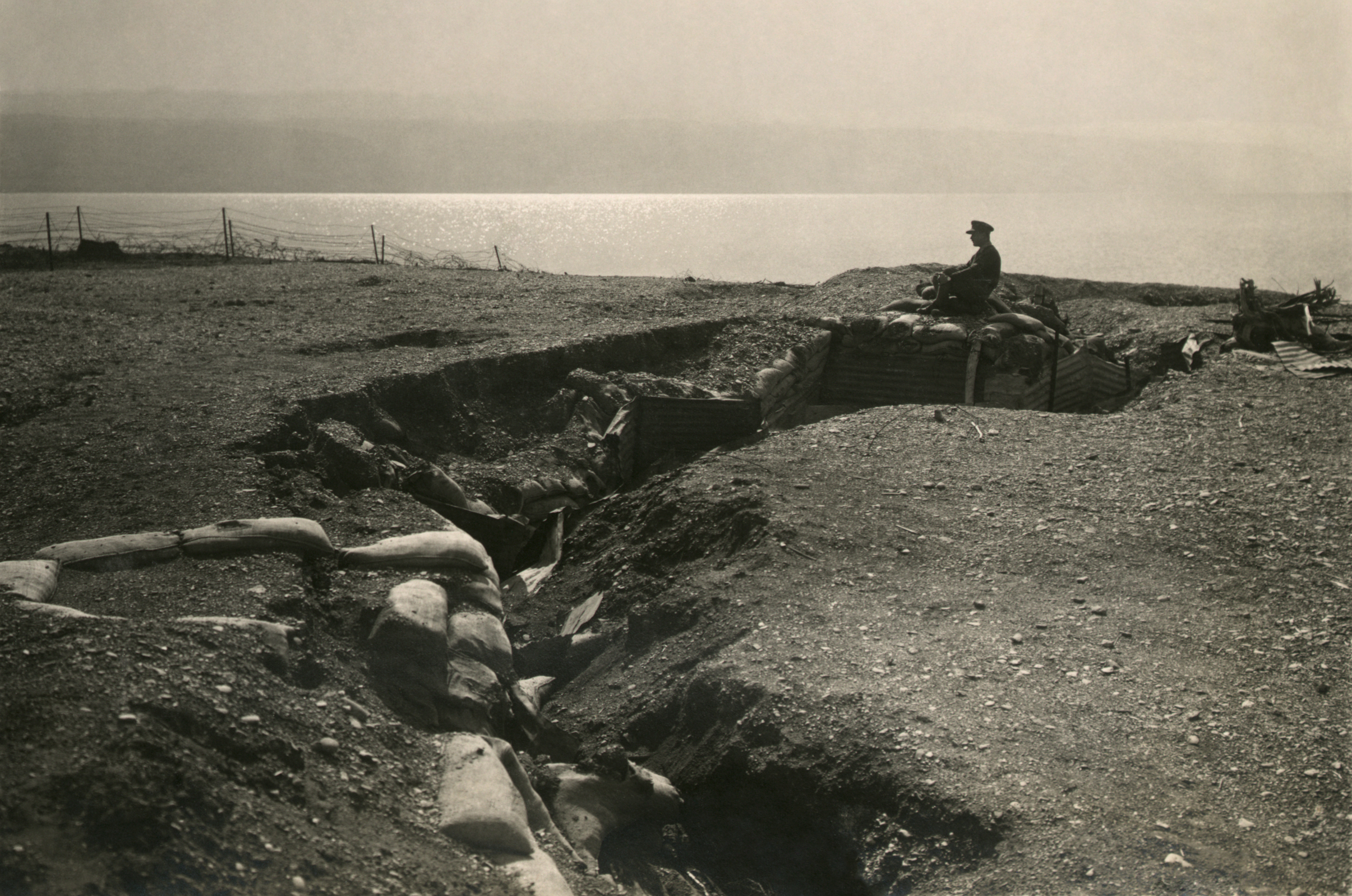
Trincee turche sul Mar Morto

Nei giorni che seguirono lo scoppio della prima guerra mondiale, l'Impero ottomano si interrogava sull'opportunità di rimanere neutrale, oppure di schierarsi dalla parte degli Alleati o degli Imperi centrali. Nel 1914 l'Impero si trovava in solidi rapporti con la Germania, che da tempo investiva capitali nel suo sviluppo economico e curava l'addestramento delle sue forze armate. L'influente ministro della Guerra Ismail Enver era filo-tedesco, ma il governo nel suo complesso era ancora diviso sulla scelta di unirsi agli Imperi centrali, nonostante la firma di un trattato segreto di natura militare ed economica con la Germania avvenuta il 1º agosto 1914; il sequestro, all'inizio della guerra, da parte dei britannici di due navi da battaglia ottomane in costruzione nei cantieri britannici, provocò forte indignazione a Istanbul e i tedeschi ne approfittarono cedendo agli Ottomani i due incrociatori Goeben e Breslau, sfuggiti alla caccia nel Mediterraneo. Il 29 ottobre 1914 le due navi, ora battenti bandiera turca, bombardarono i porti russi sul Mar Nero e posarono mine; la Russia replicò dichiarando guerra, subito seguita da Regno Unito e Francia: il 1º novembre navi britanniche attaccarono un posamine turco nel porto di Smirne, il giorno seguente un incrociatore leggero bombardò il porto di ʿAqaba sul Mar Rosso e il 3 novembre furono presi di mira i forti sui Dardanelli.

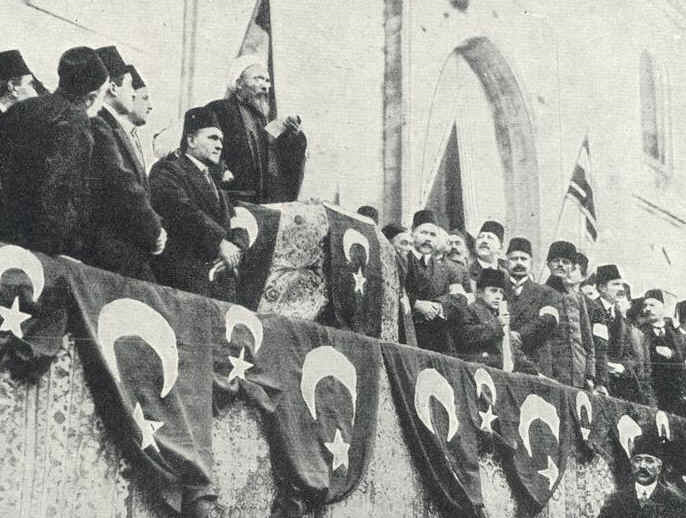
Dichiarazione di guerra degli ottomani.

Il 9 novembre, presso la moschea di Fatih a Costantinopoli, fu proclamata la guerra santa, senza tuttavia suscitare l'acclamazione da parte della popolazione, come invece era avvenuto nelle altre capitali europee al momento del rispettivo ingresso in guerra. Nemmeno il sultano era favorevole all'entrata nel conflitto; qualche tempo dopo, Mehmet V raccontò: «Il mio popolo non è più quello di una volta. Ha vissuto troppe guerre. Ha sanguinato troppo […] io questa guerra non la volevo. Allah mi è testimone. Sono certo che il mio popolo non la voleva».

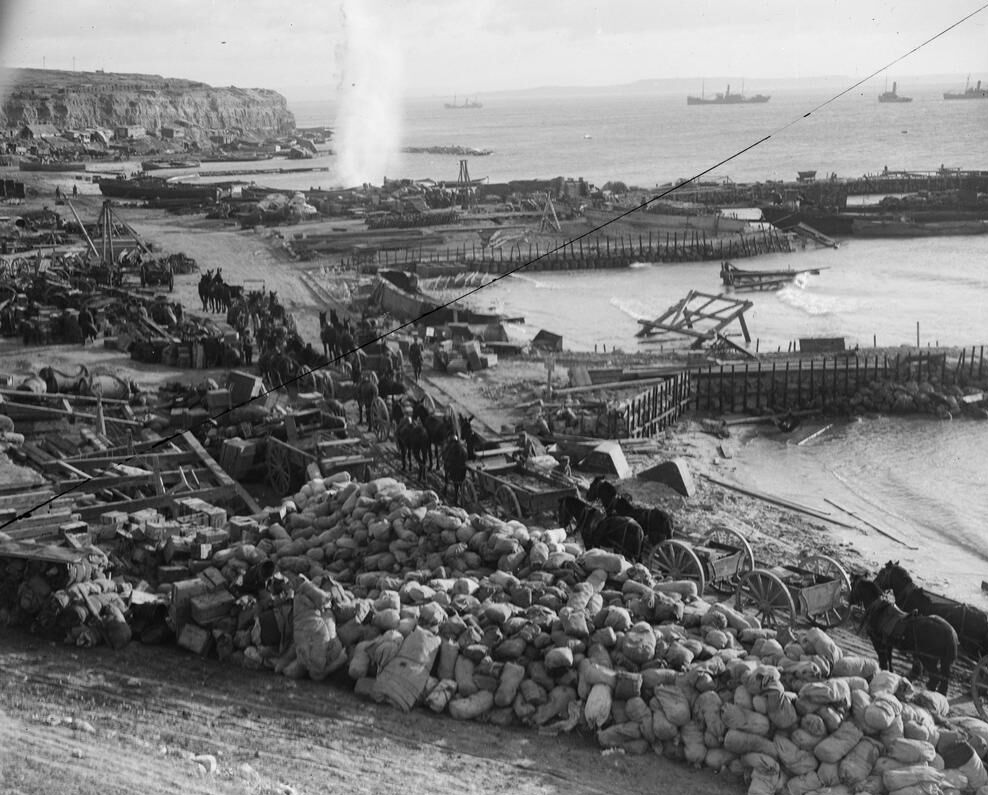
7 gennaio 1916: fasi finali dell'evacuazione delle truppe britanniche dopo la sconfitta nella campagna dei Dardanelli.

Il 19 febbraio 1915 il Regno Unito dette avvio alla campagna di Gallipoli con l'intenzione di forzare lo stretto dei Dardanelli. Nonostante la superiorità numerica e l'inizio delle operazioni favorevole ai britannici, il tentativo non ebbe successo grazie all'insipienza alleata e alle grandi capacità dei due comandanti ottomani, Otto Liman von Sanders e Mustafa Kemal Atatürk, allora comandante della 19ª divisione della Quinta armata ottomana, «oltre che alla volontà inflessibile, all'ostinata dedizione e all'incrollabile fedeltà delle truppe ottomane al loro sultano e califfo», come ebbe a dire l'ufficiale tedesco Hans Kannengiesser. Dopo che entrambi gli schieramenti ebbero subito ingenti perdite, i britannici e l'ANZAC capirono di non poter sfondare le linee ottomane e si ritirarono nei primi giorni di gennaio 1916.
Nel frattempo, i sudditi imperiali pativano le ristrettezze causate dalla guerra: in quattro anni il pane arrivò a costare 38 volte di più, lo zucchero era introvabile, nella capitale gli acquedotti funzionavano a regime ridotto e due società del gas cessarono la fornitura. Le frustrazioni degli Ottomani si riversarono sugli armeni, accusati di collaborazionismo con le truppe nemiche russe e di cospirare per l'indipendenza dell'Armenia. Così il governo dei "tre pascià", esponenti dei Giovani turchi, organizzò la deportazione di questo popolo con il chiaro intento di sterminarlo, causando la morte di 600-800 000 persone: tali fatti passeranno alla storia come "genocidio armeno".

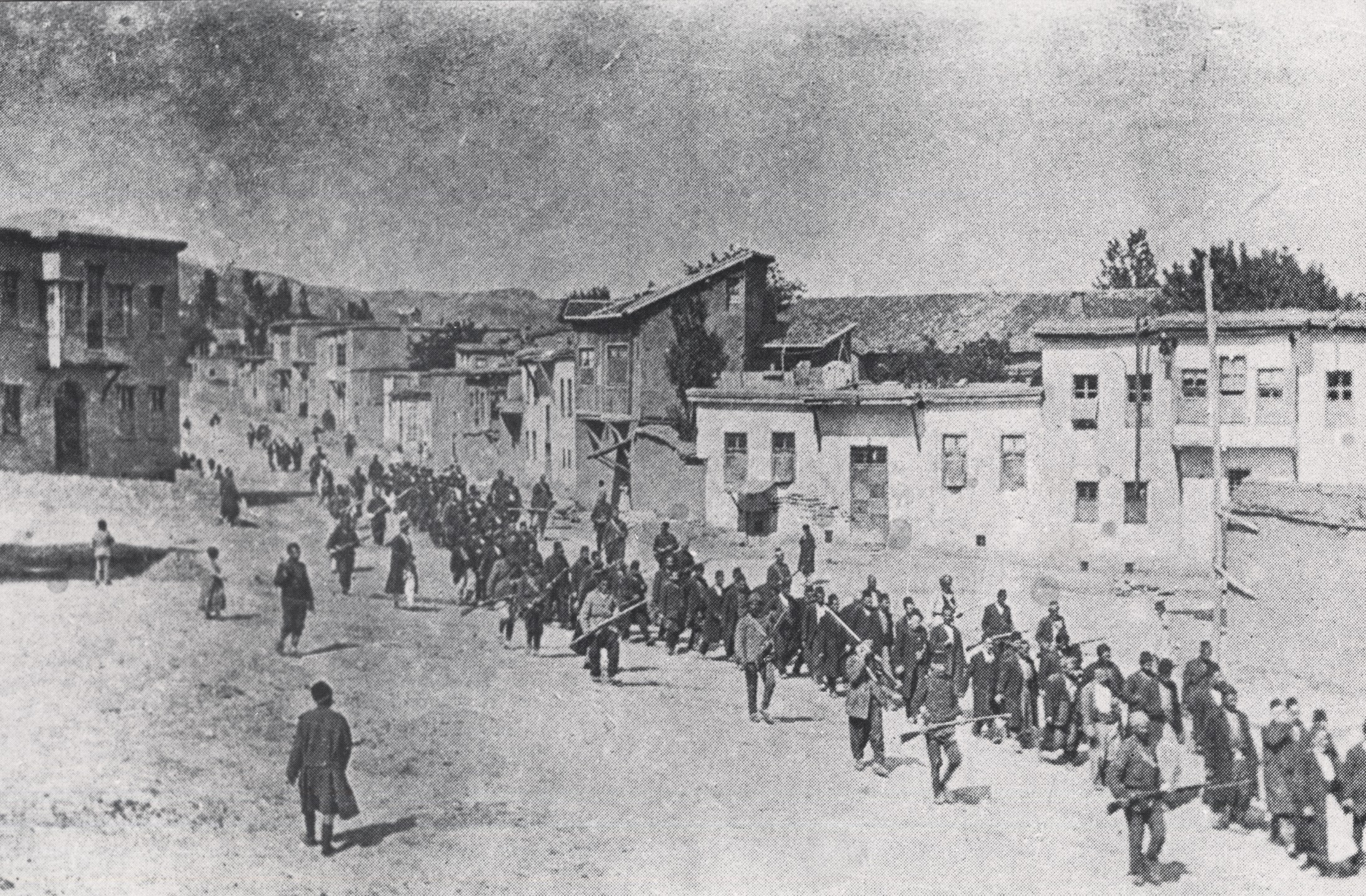
Civili armeni in marcia forzata verso il campo di prigionia di Mezireh, sorvegliati da soldati turchi armati. Aprile 1915.

La guerra, tuttavia, contribuì ad accelerare le politiche di modernizzazione dell'impero: l'uso della lingua turca venne estesa anche agli uffici privati, nel 1916 il Gran Muftì di Costantinopoli venne escluso dai governi e i tribunali religiosi sottoposti al Ministero della Giustizia, a partire dal 1917 alle donne era riconosciuto il diritto di chiedere il divorzio.
Gli ultimi due anni del conflitto segnarono l'inesorabile declino dell'impero verso la sconfitta. Il 10 giugno 1916 lo sharīf de La Mecca al-Ḥusayn ibn ʿAlī, dopo la promessa che gli Alleati avrebbero favorito la completa indipendenza degli arabi dal giogo turco-ottomano, dette avvio alla cosiddetta Rivolta araba. L'11 marzo 1917 venne persa Baghdad, il 9 dicembre fu Gerusalemme a cadere, il 1º ottobre dell'anno successivo Damasco si arrese, la stessa Costantinopoli subiva bombardamenti aerei. Ormai in ritirata su tutti i fronti e con l'esercito ridotto a un sesto della forza originaria, all'Impero ottomano non restò altro che trattare la propria resa: il 30 ottobre i rappresentanti ottomani siglarono l'armistizio di Mudros a bordo della HMS Agamemnon; il 1º novembre i tre pascià fuggirono dalla capitale e il 13 novembre una forza d'occupazione alleata si insediò a Costantinopoli.

La Turchia secondo il trattato di Sèvres del 1922.

Con la sconfitta, l'Impero ottomano rimase praticamente limitato all'Anatolia, perdendo tutti i territori del Vicino Oriente che passarono alla Francia e alla Gran Bretagna, grazie agli accordi segreti Sykes-Picot, ufficializzati dalla Società delle Nazioni e rivelati solo grazie al neo-costituito governo dell'Unione Sovietica.

### L'abolizione del sultanato e la nascita della Repubblica

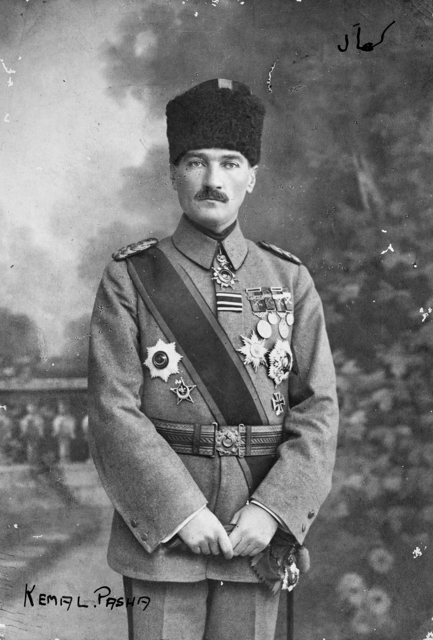
Mustafà Kemal Pascià, detto in seguito Atatürk (padre dei turchi), nel 1918

Dopo la sconfitta l'Impero, già notevolmente ridotto dal trattato di Sèvres, dovette subire anche l'occupazione straniera con gli eserciti anglo-italo-francesi che presidiavano le regioni costiere. I rappresentanti di queste tre potenze vincitrici, chiamati Alti Commissari, avevano assunto poteri superiori a quelli dello stesso sultano.
La responsabilità della guerra non era mai stata attribuita al sultano, ma era ricaduta sui Giovani Turchi: la famiglia regnante era uscita quasi indenne dalla sconfitta e poté, seppur ancora per poco, mantenere le sue prerogative. Il 3 luglio  Mehmet V era morto e gli successe, come trentaseiesimo sultano ottomano il fratello minore Mehmet VI; questi cercò di scalzare i Giovani Turchi rimasti al governo e assorbire in sé il potere che il predecessore aveva parzialmente dovuto cedere. Così, tra le varie iniziative, il 22 dicembre Mehmet sciolse il Parlamento e cercò di perseguire una politica conciliante verso il Regno Unito.
Il 15 maggio 1919 le truppe del Regno di Grecia, nella speranza di cogliere un impero ottomano in decadenza, occuparono la zona di Smirne, suscitando un'immediata reazione da parte dei nazionalisti turchi. La risposta militare fu guidata dal generale Mustafà Kemal Pascià, detto in seguito Atatürk (padre dei Turchi), che si era messo in mostra nella vittoriosa campagna di Gallipoli. Kemal era anche alla guida del movimento di indipendenza nazionale ed era diventato Primo ministro della Turchia dal maggio 1920 al gennaio 1921 e, dall'aprile 1920, presidente della Grande Assemblea Nazionale Turca di Ankara. Nel corso della Guerra greco-turca britannici, italiani e francesi preferirono lasciare il campo e sgomberare le loro forze armate dalla regione, e i greci dovettero affrontare da soli la riscossa turca, così come da soli avevano proceduto a occupare ampie aree turche. Così nel 1921, dopo due anni di sanguinosi combattimenti, Kemal riuscì a sconfiggere le truppe greche e, il 9 settembre, poté fare il proprio ingresso a Smirne. I nazionalisti furono galvanizzati dalla vittoria riportata e iniziarono a mostrare il malcontento per l'occupazione del paese da parte delle forze anglo-franco-italiane; si arrivò molto vicino a una nuova guerra che tuttavia fu scongiurata solamente grazie all'attività diplomatica dei comandanti turchi e britannici.

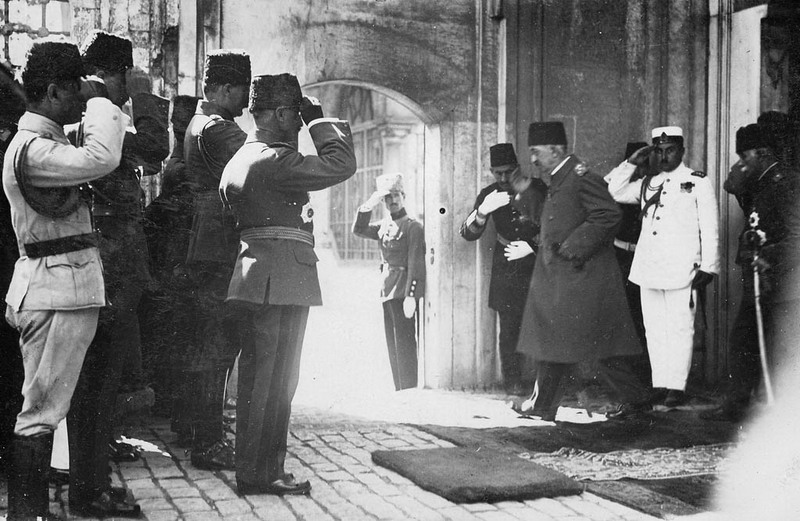
Mehmed VI, ultimo sultano dell'impero ottomano, si appresta a lasciare il paese dopo l'abolizione del sultanato ottomano, 17 novembre 1922

Dopo aver sconfitto anche l'esercito del Califfo, Kemal fece sì che il sultano venisse esautorato dal proprio ruolo, ma gli concesse di mantenere la carica di califfo, guida politica e spirituale della comunità islamica universale. Così il 1º novembre 1922 venne abolito definitivamente il Sultanato sancendo la fine ufficiale dell'Impero ottomano. Il 17 novembre il deposto Mehmet lasciò Istanbul a bordo di una nave da guerra britannica. La carica di califfo passò a Abdülmecid II che la manterrà tuttavia solo fino al 1924 quando la Grande Assemblea Nazionale dichiarò conclusa anche tale esperienza, almeno nella linea dinastica del casato ottomano. Nel frattempo, il 29 ottobre 1923, Mustafa Kemal Atatürk era divenuto il primo Presidente della Turchia.